# الفلبين
الفِلِبِّين (بالفلبينية: Pilipinas ‎[pɪlɪˈpinɐs]‏‏)، رسمياً جمهورية الفلبين، هي جمهورية دستورية تقع في جنوب شرق آسيا غرب المحيط الهادي. تمثل أراضيها أرخبيلًا مكونًا من 7,641 جزيرة، تحده تايوان إلى الشمال عبر مضيق لوزون، وفيتنام إلى الغرب عبر بحر الصين الجنوبي. بحر سولو في الجنوب الغربي يفصلها عن جزيرة بورنيو وبحر سلبس إلى الجنوب يفصلها عن غيرها من الجزر في إندونيسيا. يحدها من الشرق بحر الفلبين. تصنف في ثلاثة أقسام جغرافية رئيسية هي لوزون وبيسايا ومنداناو. مانيلا هي العاصمة بينما المدينة الأكثر كثافة بالسكان هي كيزون وكلا المدينتين تعد جزء من مايطلق عليه (مترو مانيلا).
يقدر عدد سكان الفلبين بحوالي 92 مليون شخص، مما يضعها في المرتبة 12 عالميا حسب التعداد السكاني. تشير التقديرات إلى وجود 11 مليون مغترب فلبيني في جميع أنحاء العالم. توجد أعراق وثقافات متعددة في جميع أنحاء الجزر. مناخها استوائي وتعد واحدة من أغنى مناطق التنوع الحيوي في العالم.
عرقية النغريتو من عصور ما قبل التاريخ كانت من أوائل من سكن الأرخبيل، أعقبهم موجات متعاقبة من الشعوب الأسترونيزية الذين جلبوا معهم تأثيرات من الثقافات الملاوية، والهندوسية، والإسلامية. كما دخل النفوذ الصيني للبلاد من خلال التجارة. شهد وصول فرديناند ماجلان عام 1521 بداية حقبة من المصالح الإسبانية، أدت إلى احتلالها للبلاد في نهاية المطاف. أصبحت الفلبين المركز الآسيوي لأسطول الكنز أكابولكو سفنية مانيلا. انتشرت المسيحية على نطاق واسع في البلاد. مع دخول القرن العشرين، تتابعت الأحداث بسرعة وفي فترة قصيرة من الثورة الفلبينية إلى الحرب الأمريكية الإسبانية فالحرب الفلبينية الأمريكية.
في أعقاب ذلك، حلت الولايات المتحدة محل إسبانيا كقوة مهيمنة. وبصرف النظر عن فترة الاحتلال الياباني، احتفظت الولايات المتحدة بالسيادة على الجزر حتى نهاية الحرب العالمية الثانية عندما نالت الفلبين استقلالها. منحت الولايات المتحدة اللغة الإنجليزية للفلبين والميل للثقافة الغربية. عاشت الفلبين منذ الاستقلال تجربة ديمقراطية مضطربة في كثير من الأحيان مع الفساد السياسي، وحركات تنادي بسلطة الشعب تتخلص من الدكتاتورية في حين لكنها تبرز نقاط الضعف الدستورية في دستور الجمهورية في حالات أخرى.

## أصل التسمية
يشتق اسم الفلبين من اسم الملك فيليب الثاني ملك إسبانيا. أطلق المستكشف الإسباني روي لوبيز دي فيلالوبوس خلال حملته في 1542 اسم فيليبيناس على جزر ليتة وسامار باسم أمير أستورياس (إسبانيا). في نهاية المطاف استخدم اسم الجزر الفيلبينية (لاس ايلاس فلبيناس) لتغطية جميع جزر الأرخبيل. قبل أن يصبح هذا الاسم شائعاً، استخدمت أسماء أخرى من قبل الإسبان مثل (جزر من الغرب) ايسلاس ديل بونينته واسم ماجلان لجزر سان لازارو.
تغير الاسم الرسمي للفلبين عدة مرات على مر التاريخ، أثناء الثورة الفلبينية، أعلن كونغرس مالولوس إنشاء الجمهورية الفلبينية. أما من فترة الحرب الأمريكية الإسبانية والحرب الفلبينية الأمريكية حتى فترة الاتحاد، أشارت السلطات الاستعمارية الأمريكية إليها باسم جزر الفلبين، ترجمة للاسم الإسباني. خلال الفترة الأمريكية بدأ يبرز اسم الفلبين وأصبح منذ ذلك الحين اسم البلد الأكثر استخداماً. الاسم الرسمي للبلد الآن هو جمهورية الفلبين.

## التاريخ

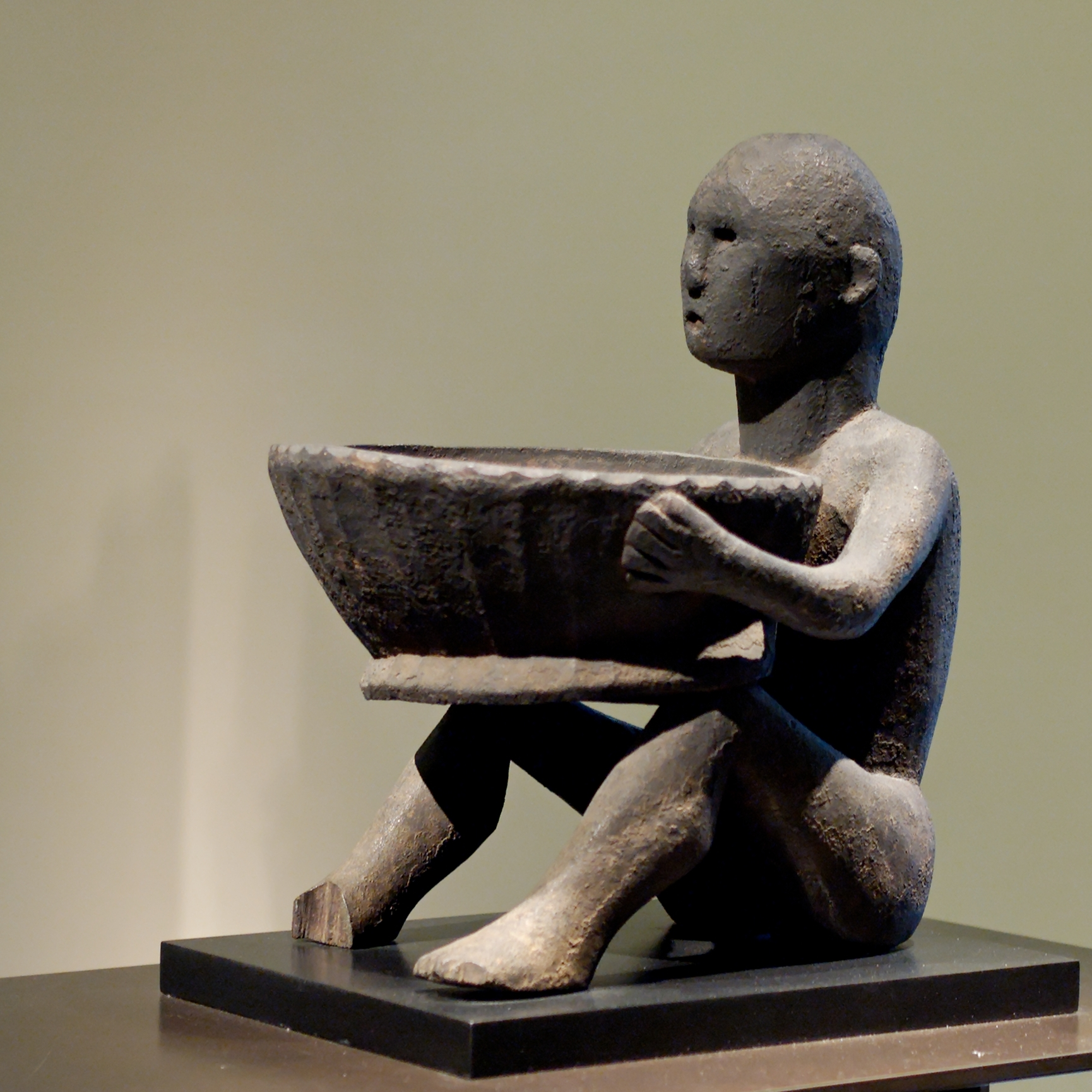
تمثال ايفوغاو ملايو - بولونيزي

أقرب البقايا البشرية المعروفة في الفلبين تعود لإنسان تابون قبل المنغولي من بالاوان، حيث ترجع لحوالي 24000 سنة مضت وفقاً لدراسات الكربون المشع. النغريتو مجموعة أخرى من السكان ظهرت في وقت مبكر لكن ظهورها في الفلبين لم يؤرخ بشكل صحيح. تلاهم المتحدثون باللغات الملاوية البولينيزية، الذين بدأوا في الوصول حوالي 4000 قبل الميلاد، مستبدلين بدورهم المجموعة السابقة من السكان. بحلول 1000 قبل الميلاد، تطور سكان الأرخبيل وإلى أربع فئات اجتماعية: قبائل الصيد والجمع، المجتمعات المحاربة، طبقات الأغنياء البسيطة، والإمارات حول الموانئ البحرية.
كان للمجتمعات حول الموانئ البحرية اتصال بالمجتمعات الآسيوية الأخرى خلال الفترات اللاحقة وتأثرت بالحضارات الهندوسية البوذية، الإسلام. لم تظهر دولة موحدة سياسيا تشمل كامل أرخبيل الفلبين. بدلا من ذلك، تم تقسيم الجزر بين كيانات ذات سيادة بحرية متنافسة يحكمها داتو أو راجا أو سلطان. ومن بين هذه الممالك ماينيلا، ناميان، وتوندو، وراجانة بوتوان وسيبو، وسلطنة ماغويندناو وسلطنة سولك. بعض هذه المجتمعات كانت جزءا من امبراطوريات الملايا مثل سريفيجايا، ماجاباهيت، وبروناي. وصل الإسلام إلى الفلبين من قبل التجار والوعاظ من ماليزيا وإندونيسيا. بحلول القرن الخامس عشر، ثبت الإسلام وجوده في أرخبيل سولو ووصل مندناو، بيسايا، ولوزون بحلول عام 1565.

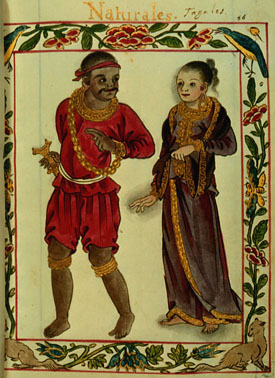
صفحة من كتاب بوكسر كوديكس. من اليسار جنرال من راجانة بوتوان، واليمين أميرة من توندو.

في عام 1521، وصل المستكشف البرتغالي فرديناند ماجلان إلى الفلبين وطالب بالجزر للتاج الإسباني،  لكنه قتل في معركة ماكتان على يد قبيلة السلطان المسلم لابو لابو في جزيرة ماكتان. بدأ الاستعمار عندما وصل المستكشف الأسباني ميغيل لوبيز دي ليجازبي من المكسيك في عام 1565 وأنشأ أولى المستوطنات الأوروبية في سيبو. في عام 1571، بعد التعامل مع الأسر الحاكمة المحلية في أعقاب مؤامرة توندو وهزيمة القرصان الصيني ليماهونغ، جعل الإسبان من مانيلا عاصمة الهند الشرقية الأسبانية.
ساهم الحكم الإسباني بشكل كبير في جلب الوحدة السياسية إلى الأرخبيل. من 1565-1821، كانت تدار الفلبين باعتبارها أراضي تابعة للتاج الإسباني ومن ثم أصبحت تدار مباشرة من مدريد بعد حرب الاستقلال المكسيكية. ربط جاليون مانيلا المدينة بأكابولكو برحلة أو اثنتين سنوياً ما بين القرنين 16 و19. قدمت هذه التجارة مواد غذائية مثل الذرة والبندورة والبطاطا والفلفل الحار الأناناس من الأمريكتين. كما قام المبشرون من الروم الكاثوليك بتحويل معظم سكان الأراضي المنخفضة إلى المسيحية، وتأسست المدارس، وجامعة، والمستشفيات. في حين قدم مرسوم أسباني التعليم العام المجاني في عام 1863، فإن الجهود في مجال التعليم العام الشامل أثمرت في المقام الأول خلال الفترة الأمريكية.
خاض الأسبان خلال حكمهم نزاعات مختلفة مع السكان الأصليين، والعديد من التحديات الخارجية من طرف القراصنة الصينيين، هولندا، والبرتغال. في امتداد للقتال في حرب السنوات السبع، نجحت القوات البريطانية تحت قيادة الجنرال العميد وليام درابر والأميرال كورنيش صموئيل باحتلال الفلبين لفرتة قصيرة. حيث وجدوا حلفاء محليين مثل دييغو وغابرييلا سيلانغ الذين انتهزوا الفرصة لقيادة تمرد ضد المكسيكي المولد الحاكم العام ورئيس أساقفة مانيلا مانويل روخو ديل ريو وفييرا، لكنها اعيدت في النهاية للحكم الإسباني بعد معاهدة باريس (1763).

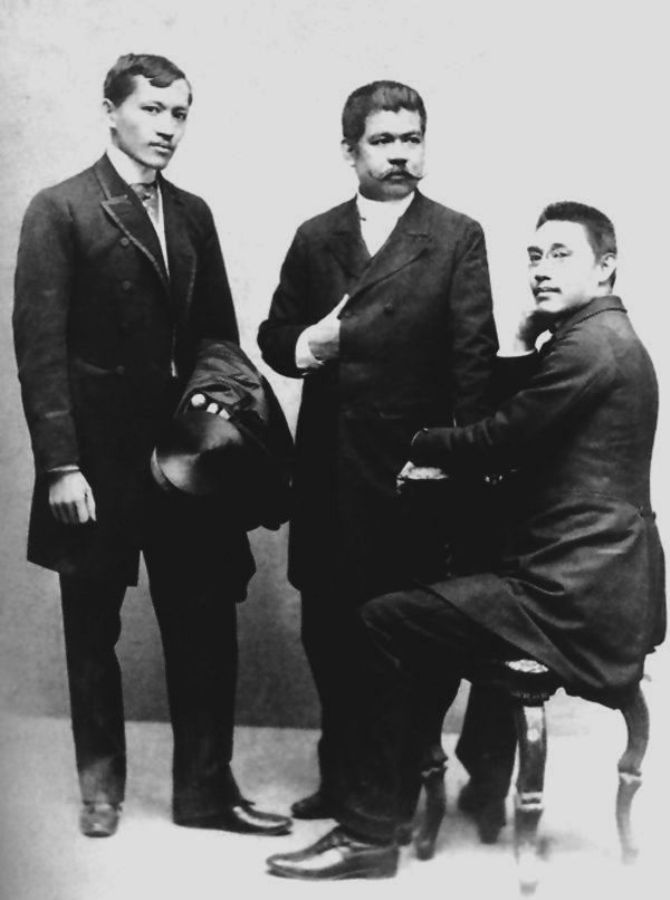
خوسيه ريزال، مارسيلو ديل بيلار، وماريانو بونس، قادة حركة الدعاية

في بداية القرن التاسع عشر، فتحت الموانئ الفلبينية على التجارة العالمية كما ظهرت تحولات في المجتمع الفلبيني. أصبح العديدون من الأسبان المولوين في الفلبين (الكريول) إضافة إلى ذوي الأصول المختلطة (مستيزو) أغنياء. أدى تدفق المستوطنين اللاتين والإسبانية إلى عزل دور الكنيسة وفتح باب المناصب الحكومية التي كان يشغلها فقط الأسبان ممن ولدوا في شبه الجزيرة الايبيرية. كما بدأت تأثيرات أفكار الثورة الفرنسية تنتشر عبر الجزر. أدى استياء الكريول إلى تمرد في ثروة كافيت ال فييخو في عام 1872 والتي كانت مقدمة للثورة الفلبينية.
تأججت المشاعر الثورية في عام 1872 بعد اتهام ثلاثة كهنة هم ماريانو غوميز، خوسيه بورغوس، جاسينتو زامورا (يعرفون باسم غومبورزا)، بالتحريض على الفتنة من قبل السلطات وإعدامهم. غذا هذا الأمر أجندات في إسبانيا لإجراء إصلاحات سياسية في الفلبين نظمها مارسيلو ديل بيلار، خوسيه ريزال، وماريانو بونس. أعدم ريزال في نهاية المطاف في 30 كانون الأول/ديسمبر 1896، بتهمة التمرد. بما أن محاولات الإصلاح قوبلت بالرفض، أنشأ أندريس بونيفاسيو في عام 1892 جمعية سرية تسمى كاتيبونان، مجتمع على غرار الماسونيين الأحرار، والتي سعت للاستقلال عن إسبانيا من خلال التمرد المسلح. بدأ كل من بونيفاسيو وكاتيبونان ثورة الفلبين في عام 1896. تمرد فصيل من كاتيبونان، ماجدالو من مقاطعة كافيت، على سلطة بونيفاسيو كزعيم للثورة مما انتهى باستلام اميليو أغوينالدو لقيادتها. في عام 1898، بدأت الحرب الأمريكية الإسبانية في كوبا، ووصلت إلى الفلبين. أعلن أغوينالدو استقلال الفلبين عن إسبانيا في كافيت في 12 حزيران/ يونيو 1898. وتأسست الجمهورية الفلبينية الأولى في العام التالي. في الوقت نفسه، تنازلت إسبانيا عن الجزر إلى الولايات المتحدة مقابل مبلغ 20 مليون دولار في معاهدة باريس لعام 1898. برز بوضوح ان الولايات المتحدة لن تعترف بالجمهورية الفلبينية الأولى، مما أشعل نار الحرب الفلبينية الأمريكية. والتي انتهت بالسيطرة الأمريكية على الجزر.
في عام 1935، منحت الفلبين وضعية الكومنويلث. كما تعطلت خطط الاستقلال على مدى العقد التالي بسبب الحرب العالمية الثانية عندما غزتها الامبراطورية اليابانية وشكلت حكومة عميلة. وارتكبت العديد من الفظائع وجرائم الحرب خلال الحرب مثل مشيرة موت باتان ومذبحة مانيلا خلال معركة مانيلا (1945). هزمت قوات الحلفاء اليابان في عام 1945. بحلول نهاية الحرب يقدر عدد القتلى الفلبينين بأكثر من مليون. في يوم 4 تموز/ يوليو 1946، حصلت الفلبين على استقلالها.
مباشرة بعد الحرب العالمية الثانية، واجهت الفلبين عددا من التحديات. أهمها إعادة بناء البلاد من ويلات الحرب. كما وجب التعامل مع المتعاونين مع الاحتلال الياباني. من ناحية أخرى، استمرت بقايا المتمردين الساخطين من جيش هوكبالاهاب الشيوعي الذي حارب سابقا ضد اليابان، بالتجول في المناطق الريفية. في النهاية تم التعامل مع هذا التهديد من قبل وزير الدفاع الوطني ولاحقا الرئيس رامون ماجسايساى، لكن حالات متفرقة من التمرد الشيوعي استمرت بالاشتعال لفترة طويلة بعد ذلك.
في عام 1965، تم انتخاب الرئيس فرديناند ماركوس وزوجته ايميلدا ماركوس إلى جانبه. أعلن الأحكام العرفية في البلاد عندما قربت نهاية فترة ولايته الثانية، ويمنعه الدستور من الترشح لثالثة، في يوم 21 أيلول/سبتمبر 1972. كانت حجته الانقسامات السياسية، وتوتر الحرب الباردة، وشبح التمرد الشيوعي والتمرد الإسلامي وحكم بموجب مرسوم. في 21 آب/أغسطس 1983، تجاهل زعيم المعارضة بنينيو «نينوي» أكينو الابن التحذيرات، وعاد من المنفى في الولايات المتحدة. اغتيل بعدما نزل من الطائرة في مطار مانيلا الدولي (يسمى الآن مطار نينوي اكينو الدولي في ذكراه). بسبب ازدياد الضغط السياسي دعا ماركوس في نهاية المطاف لانتخابات رئاسية مبكرة في عام 1986. اقتنعت كورازون أكينو، أرملة بينينيو، بالترشح للرئاسة ورفع لواء المعارضة. يعتقد على نطاق واسع أن الانتخابات كانت مزورة حيث أعلن عن انتصار ماركوس. أدى ذلك إلى ثورة سلطة الشعب، عندما استقال اثنان من حلفاء ماركوس منذ أمد بعيد، نائب رئيس القوات المسلحة للفلبين خوان بونس إنريل ووزير الدفاع الوطني فيديل راموس، وانضموا إلى معسكر أغينالدو ومخيم كريم. تجمع الناس بدعوة من قبل رئيس الأساقفة في مانيلا الكاردينال خايمي سين، دعما لقادة المعارضة وتظاهروا على ايدسا. في مواجهة الاحتجاجات الواسعة والانشقاقات العسكرية، هرب ماركوس وحلفاؤه إلى هاواي وإلى المنفى. واعترف بكورازون أكينو رئيسة للبلاد.
أعاق عودة الديمقراطية والإصلاحات الحكومية بعد أحداث عام 1986 الديون الوطنية، والفساد الحكومي، ومحاولات الانقلاب والتمرد الشيوعي المستمر، والانفصاليين المسلمين. تحسن الاقتصاد خلال إدارة فيديل راموس، الذي انتخب في عام 1992. مع ذلك، فقدت الفلبين الانتعاش الاقتصادي مع بداية الأزمة المالية في شرق آسيا في عام 1997. في عام 2001، وسط اتهامات بالفساد وتعثر عملية الإقالة، أقيل خليفة راموس جوزيف استرادا إخرسيتو من الرئاسة من قبل ثورة ايدسا 2001. الرئيس الحالي للفلبين هو بينينو اكينو الثالث.

## الحكومة والسياسة
الفلبين دولة رئاسية وحدوية (باستثناء منطقة مندناو ذاتية الحكم إلى حد كبير عن الحكومة الوطنية)، حيث يشغل الرئيس منصب رئيس الدولة ورئيس الحكومة والقائد العام للقوات المسلحة. يُنتَخَب الرئيس بالاقتراع الشعبي لولاية واحدة مدتها ست سنوات، وهي الفترة التي يعين ويترأس فيها مجلس الوزراء.
ويتألف الكونغرس من مجلسين: مجلس الشيوخ، وهو المجلس الأعلى، وينتخب أعضاؤه لمدة ست سنوات، ومجلس النواب، بوصفه المجلس الأدنى، وولاية أعضائه ثلاث سنوات. ينتخب أعضاء مجلس الشيوخ بشكل عام في حين يُنتَخَب النواب عن كل من الدوائر التشريعية، ومن خلال التمثيل النسبي.
تناط السلطة القضائية في المحكمة العليا، وتتألف من رئيس القضاة كرئيس للمحكمة وأربعة عشر قاضيا منتسبين. يعينهم أجمعين رئيس الفلبين من الترشيحات المقدمة من قبل مجلس نقابة المحامين والقضاة.
كانت هناك محاولات لتغيير الحكومة إلى حكومة اتحادية ذات مجلس واحد أو إلى حكومة برلمانية من بداية فترة راموس إلى الإدارة الحالية.

### الأمن والدفاع

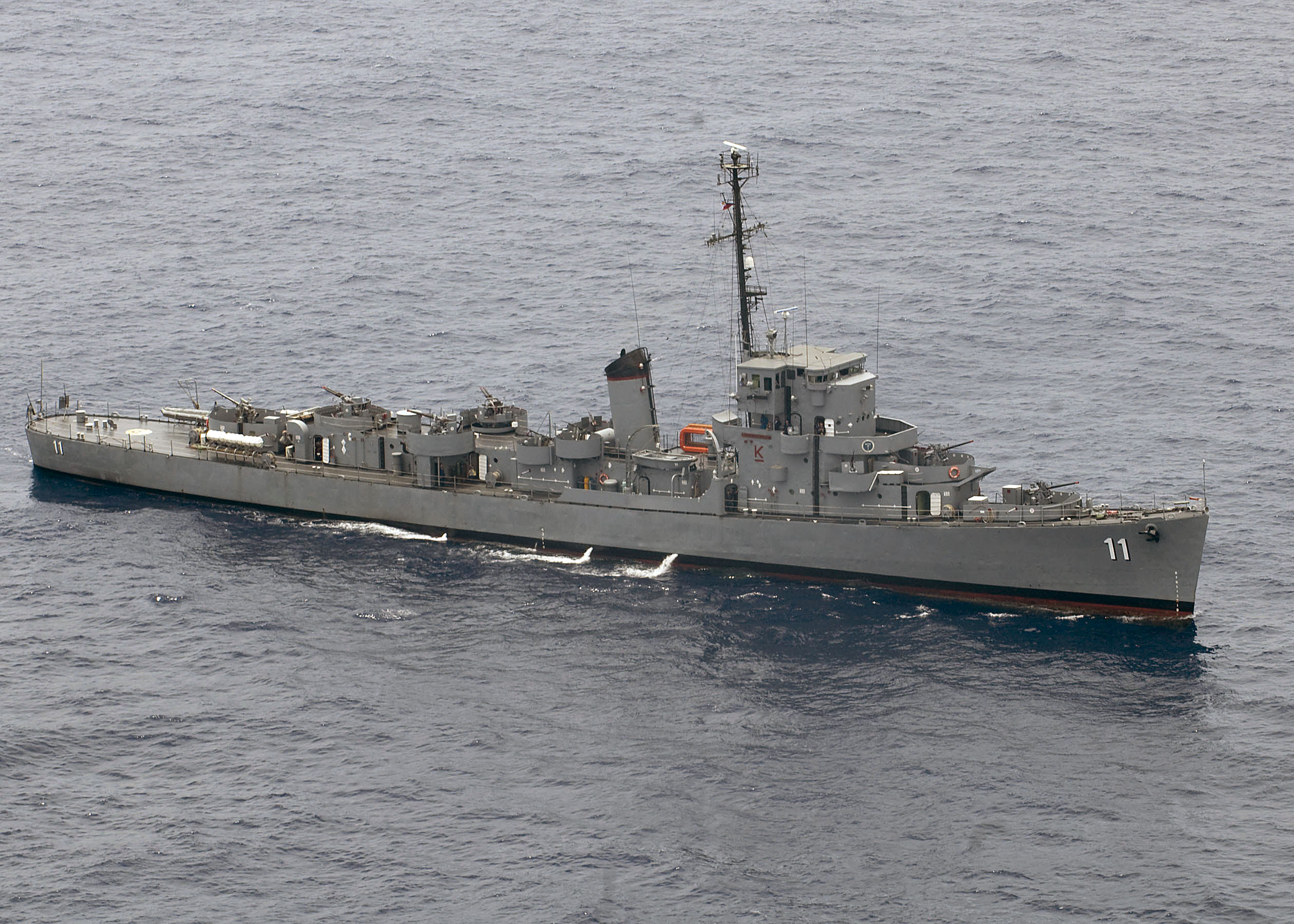
بي ار بي راجا هومابون (بي اف-11) السفينة الحربية الرئيسية في الأسطول الفلبيني

يدار الدفاع الفلبيني من جانب القوات المسلحة الفلبينية التي تتألف من ثلاثة فروع: القوات الجوية، الجيش، والبحرية (بما في ذلك سلاح مشاة البحرية). أما الأمن المدني فيناط إلى الشرطة الوطنية الفلبينية تحت سلطة وزارة الداخلية والحكم المحلي.
في منطقة الحكم الذاتي في مينداناو المسلمة، تقوم أكبر منظمة انفصالية، الجبهة الوطنية لتحرير مورو، بمقارعة الحكومة الآن من الناحية السياسية. بينما لاتزال غيرها من الجماعات الأكثر تشددا مثل جبهة تحرير مورو الإسلامية، وجيش الشعب الجديد الشيوعي، وجماعة أبو سياف تتجول في المحافظات، لكن انخفض وجودهم في السنوات الأخيرة بسبب الحملات الأمنية الناجحة التي قامت بها الحكومة الفلبينية.
الفلبين حليف للولايات المتحدة منذ الحرب العالمية الثانية، دعمت السياسات الأميركية خلال الحرب الباردة، وشاركت في الحرب الكورية وفيتنام. كما أنها كانت عضواً منظمة سياتو المنحلة، وهي مجموعة شبيهة بحلف شمال الأطلسي شملت أستراليا وفرنسا ونيوزيلندا وباكستان وتايلاند والمملكة المتحدة والولايات المتحدة. بعد انطلاق الحرب على الإرهاب، كانت الفلبين عضواً في التحالف الأمريكي لغزو العراق. تعمل الفلبين حاليا مع الولايات المتحدة بهدف إنهاء التمرد الداخلي.

### العلاقات الدولية
تستند علاقات الفلبين الدولية على قيمها من الديمقراطية والسلام والتجارة مع الدول الأخرى، فضلاً عن رفاهية 11 مليوناً من الفلبينيين من المغتربين. الفلبين عضو مؤسس وفعال في الأمم المتحدة، وانتخبت عدة مرات لمجلس الأمن. كما أن كارلوس رومولو رئيس سابق للجمعية العامة للأمم المتحدة. البلد مشارك نشط في مجلس حقوق الإنسان، وكذلك في بعثات حفظ السلام، ولا سيما في تيمور الشرقية.
بالإضافة للأمم المتحدة، الفلبين أيضا عضو مؤسس وفعال في الآسيان (رابطة دول جنوب شرق آسيا) وهي منظمة تهدف إلى تعزيز العلاقات والنمو الاقتصادي والثقافي بين دول جنوب شرق آسيا. استضافت قمماً عدة، وساهمت بنشاط في توجيه واتخاذ سياسات المجموعة. تتناقض العلاقات الحالية للفلبين مع الدول الأخرى جنوب شرق آسيا عما كانت عليه قبل السبعينات عندما كانت في حالة حرب مع فيتنام، وكانت على نزاع شديد حول صباح من ماليزيا، على الرغم من الخلافات ما زالت قائمة حول جزر سبراتلي.
تقدر الفلبين علاقاتها مع الولايات المتحدة. أيدت الولايات المتحدة خلال الحرب الباردة والحرب على الإرهاب، كما أنها حليف رئيسي خارج الناتو. على الرغم من هذا التاريخ من حسن النية، توجد خلافات تشتد من حين لآخر بين البلدين تتعلق بوجود القواعد العسكرية الأمريكية السابقة في خليج سوبيك وكلارك، واتفاقية القوات الزائرة الحالية. اليابان، أكبر مساهم في المساعدة الإنمائية الرسمية للفلبين، وتعامل كدولة صديقة. على الرغم من أن التوترات التاريخية لا تزال قائمة بشأن قضايا مثل محنة نساء المتعة، فإن الكثير من العداوات الناجمة عن ذكريات الحرب العالمية الثانية قد تلاشت.
العلاقات مع الدول الأخرى عادة ما تكون إيجابية، القيم الديمقراطية المشتركة تجعل من العلاقات مع الدول الغربية والأوروبية أكثر سهولة. في حين تشكل المخاوف الاقتصادية المشتركة علاقات مع بلدان نامية أخرى. كما أن الروابط التاريخية والثقافية المتشابهة بمثابة جسر للعلاقات مع إسبانيا وأمريكا اللاتينية. وعلى الرغم من قضايا مثل العنف المنزلي والحروب التي تؤثر على العمال الفلبينيين المغتربين والعقبات التي تشكلها حركة التمرد الإسلامية في مينداناو، فإن العلاقات مع دول الشرق الأوسط (بما في ذلك مصر وإيران والعراق وليبيا والسعودية والإمارات) ودية كما يتضح في التوظيف المتواصل لأكثر من مليوني فلبيني مغترب يعيشون هناك.
مع تراجع التهديد الشيوعي، تحسنت العلاقات العدائية في الخمسينات جداً بين الفلبين وجمهورية الصين الشعبية. تشمل قضايا الخلاف تايوان، وجزر سبراتلي، والمخاوف من توسع النفوذ الصيني. مع ذلك، لا تزال تتحسن على درجة من الحذر. تمحورت السياسة الخارجية في الآونة الأخيرة حول العلاقات الاقتصادية مع دول جنوب شرق آسيا والجيران الآسيويين في المحيط الهادي.
من المجموعات الدولية التي تضم الفلبين: قمة شرق آسيا، ومنظمة أسيا والمحيط الهادئ للتعاون الاقتصادي (ابيك)، والاتحاد اللاتيني، ومجموعة ال 24، وحركة عدم الانحياز. كما تسعى لتعزيز العلاقات مع الدول الإسلامية من خلال الحملات للحصول على صفة المراقب في منظمة التعاون الإسلامي.

### التقسيمات الإدارية
يتم تقسيم الفلبين إلى ثلاث مجموعات من الجزر: لوزون وبيسايا ومينداناو. في آذار / مارس 2010، قسمت إلى 17 منطقة، و80 مقاطعة، و138 مدينة، و1496 بلدية، 42025 قرية. بالإضافة إلى ذلك، تنص المادة 2 من قانون الجمهورية رقم 5446 على أحقية البلاد بجزر اكتسبت من صباح (بورنيو الشمالية سابقا).

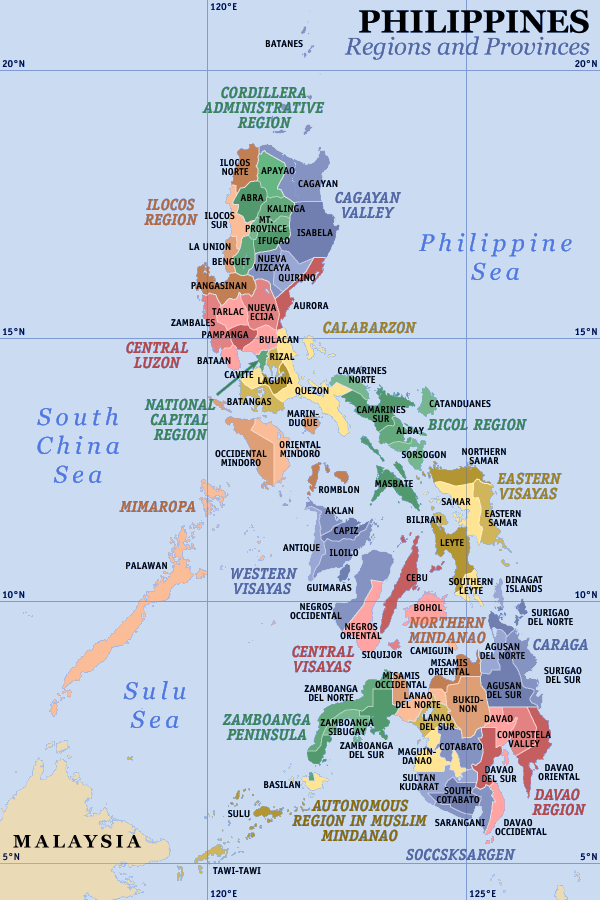
مناطق وبلديات الفلبين

| المنطقة                          | التقسيم               | المركز                       |
| -------------------------------- | --------------------- | ---------------------------- |
| إلوكوس                           | المنطقة الأولى        | سان فرناندو، لا يونيون       |
| وادي كاغايان                     | المنطقة الثانية       | توغويغاراو، كاغايان          |
| لوزون المركزية                   | المنطقة الثالثة       | سان فرناندو، بامبانغا        |
| كالابارزون                       | المنطقة الرابعة-أ     | كالامبا، لاغونا              |
| ميماروبا                         | المنطقة الرابعة-ب     | كالابان، ميندورو الشرقية     |
| جزيرة بيكول                      | المنطقة الخامسة       | ليغازبي، ألباي               |
| بيسايا الغربية                   | المنطقة السادسة       | إلويلو                       |
| بيسايا المركزية                  | المنطقة السابعة       | سيبو                         |
| بيسايا الشرقية                   | المنطقة الثامنة       | تاكلوبان                     |
| شبه جزيرة زامبوانغا              | المنطقة التاسعة       | باغأديان، زامبوانغا ديل سور  |
| مندناو الشمالية                  | المنطقة العاشرة       | كاغايان دي أورو              |
| منطقة دافاو                      | المنطقة الحادية عشرة  | دافاو                        |
| سوكسكسارغن                       | المنطقة الثانية عشرة  | كورونادال، كاتاباتو الجنوبية |
| كاراغا                           | المنطقة الثالثة عشر   | بوتوان                       |
| منطقة مندناو المسلمة ذاتية الحكم | منطقة ذاتية الحكم     | كاتاباتو                     |
| كورديليرا                        | المنطقة الإدارية      | باجويو                       |
| منطقة مانيلا                     | منطقة العاصمة الوطنية | مانيلا                       |

## الجغرافيا

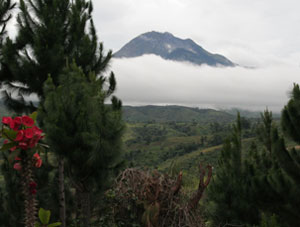
جبل آبو في ميندناو الذي يعتبر أعلى نقطة في الفلبين

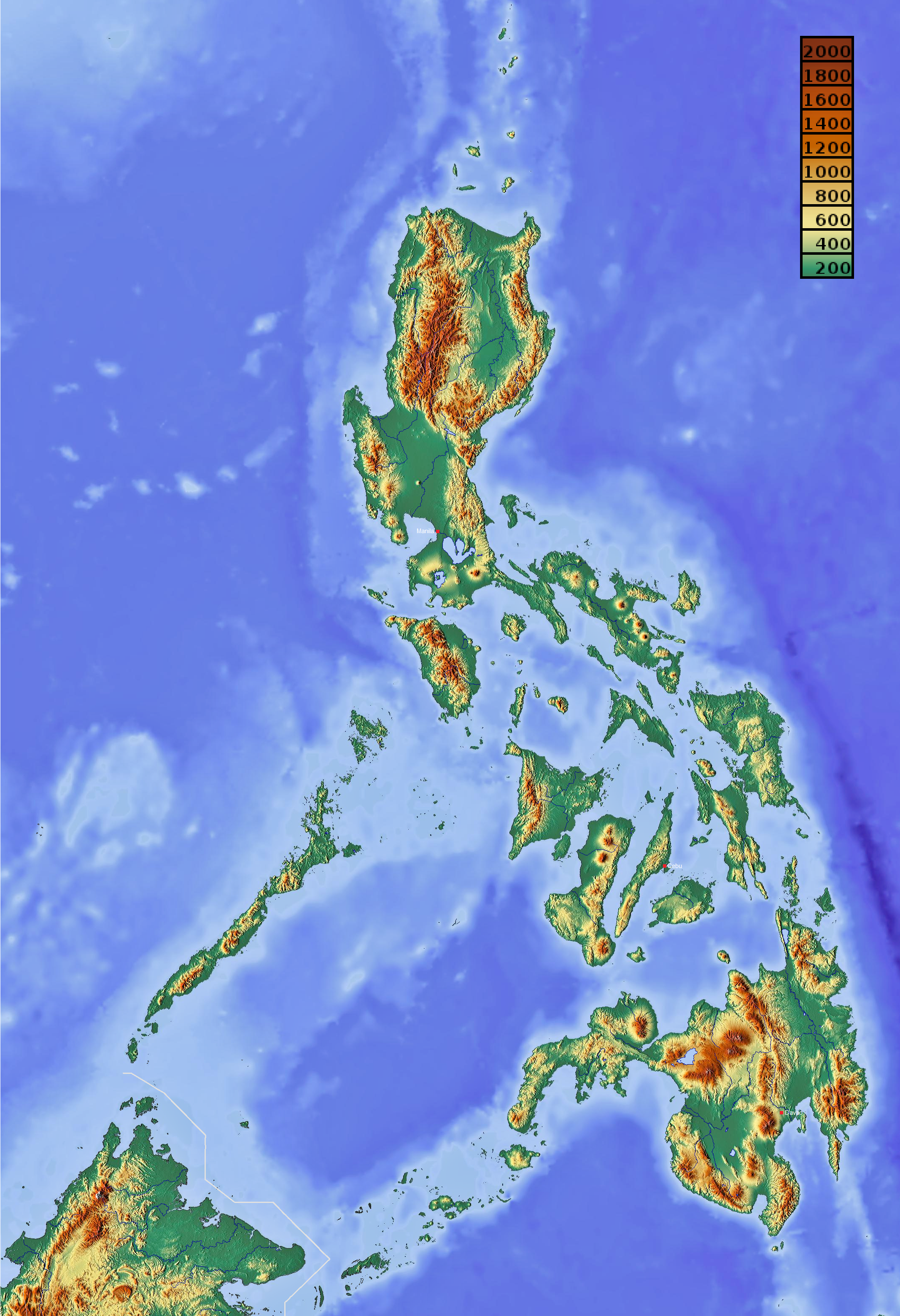
خريطة تضاريس الفلبين ملونة حسب الارتفاع، الفلبين جبلية بشكل عام؛ وتشكل المرتفعات 65 بالمائة من إجمالي مساحة اليابسة في البلاد.

الفلبين عبارة عن أرخبيل من 7107 جزيرة بمساحة كلية للأراضي، بما في ذلك المسطحات المائية الداخلية، تقرب من 300,000 كم2 (116,000 ميل مربع). تمتلك الفلبين ساحلاً بطول 36,289 كم (22,549 ميل) مما يضعها في المرتبة الخامسة عالمياً. يحدها بحر الفلبين من الشرق، وبحر الصين الجنوبي من الغرب، وبحر سيليبس في الجنوب. وتقع جزيرة بورنيو على بعد بضع مئات الكيلومترات في الجنوب الغربي بينما تقع تايوان إلى الشمال مباشرة. تقع جزر الملوك وسولاوسي إلى الجنوب والجنوب الغربي وبالاو إلى الشرق.
تغطي معظم الجزر الجبلية غابات استوائية مطيرة والتي هي بركانية في الأصل، وأعلاها جبل آبو الذي يصل لارتفاع 2954 م (9692 قدما) فوق مستوى سطح البحر ويقع في جزيرة ميندناو. أطول نهر هو نهر كاجايان في لوزون الشمالية. خليج مانيلا متصل بلاجونا دي باي، أكبر بحيرة في الفيليبين، عبر نهر باسيج. من الخلجان الهامة خليج سوبيك، وخليج دافاو، وخليج مورو وغيرها. يفصل مضيق سان خوانيكو جزيرتي سامار وليت ولكن فوقه جسر سان خوانيكو.

تقع الفلبين على الهامش الغربي من حزام النار في المحيط الهادئ، حيث شهدت الجزر تكرر النشاط الزلزالي والبركاني. هضبة بنهام إلى الشرق في بحر الفلبين منطقة تحت البحر تنشط فيها حركة الصفائح التكتونية. يسجل حوالي 20 زلزلاً يوميا، رغم أن معظمها أدنى من يشعر به الإنسان. ضرب آخر زلزال كبير في لوزون عام 1990. هناك الكثير من البراكين النشطة مثل بركان مايون، جبل بيناتوبو، وبركان تال. اعتبر انفجار جبل بيناتوبو في حزيران / يونيو 1991 ثاني أكبر انفجار من نوعه في الأرض في القرن 20. ليست كل الميزات الجغرافية البارزة عنيفة أو مدمرة، حيث أن نهر بويرتو برنسيسا الجوفي من الآثار الهادئة للاضطرابات الجيولوجية.
نظراً لطبيعة الجزر البركانية، توجد العديد من الرواسب المعدنية الوفيرة. يقدر امتلاك البلاد لثاني احتياطي من الذهب بعد جنوب أفريقيا وأحد أكبر ودائع النحاس في العالم. كما أنها غنية بالنيكل، والكروم، والزنك. على الرغم من هذا، وبسبب سوء الإدارة، والكثافة السكانية العالية، والوعي البيئي فإن هذه الموارد المعدنية تبقى غير مستغلة إلى حد كبير. الطاقة الحرارية الأرضية، منتج آخر من منتجات النشاط البركاني والذي سخرته البلاد بنجاح أكبر. الفلبين ثاني أكبر منتج في العالم للطاقة الحرارية خلف الولايات المتحدة، حيث تولد 18 ٪ من احتياجات الكهرباء في البلاد من الطاقة الحرارية الأرضية.

### التنوع البيئي
يعود الفضل في التنوع البيئي الكبير في الفلبين إلى الغابات المطيرة والسواحل العريضة. الفلبين إحدى أكثر عشرة بلدان ذات تنوع بيئي هائل كما أنها تقرب لأعلى درجة للتنوع البيولوجي في وحدة منطقية. يوجد ما يقرب من 1100 نوع من الفقارية البرية في الفلبين بما في ذلك ما يزيد على 100 نوعا من الثدييات و170 نوعا من الطيور يعتقد بأنها لا توجد في أماكن أخرى. تشمل الأنواع المتوطنة تاماراو في ميندورو، أيل بيسايا المرقط، والغزال الفأر الفلبيني، خنزير بيسايا الثؤلولي، الليمور الطائر الفلبيني، وعدة أنواع من الخفافيش.
تفتقر الفلبين للمفترسات الكبيرة، باستثناء الثعابين، مثل الأصلة الكوبرا، والطيور الجارحة، مثل الطير الوطني، والمعروفة باسم النسر الفلبيني. تشمل الحيوانات الأصلية الأخرى زباد النخيل الآسيوي، الأطوم، وتراسيير الفلبيني المرتبط بوهول. مع أنواع نباتية تقدر 13,500 في البلد، منها 3,200 فريدة من نوعها توجد فقط في هذه الجزر. تزخر الغابات المطيرة الفلبينية بمجموعة واسعة من النباتات، بما في ذلك الأنواع النادرة العديدة من السحلبيات ورافليسيا. يعتبر نارا أهم أنواع الخشب الصلب.
تبلغ مساحة المياه الإقليمية الفلبينية 1.67 مليون كم2 (640,000 ميل مربع) مما يشكل محيطاً حيوياً يضم حياة بحرية فريدة ومتنوعة، ويشكل جزءا هاما من مثلث المرجان. هناك 2400 نوع من الأسماك وأكثر من 500 نوع من المرجان. شعب آبو المرجانية أكبر نظام شعب مرجانية في البلاد، وثاني أكبرها في العالم. تحافظ مياه الفلبين أيضا على زراعة اللؤلؤ، سرطان البحر، والأعشاب البحرية.
إزالة الغابات، وغالبا ما تكون نتيجة لقطع الأشجار غير المشروع، مشكلة حادة في الفلبين. تراجع غطاء الغابات من 70 ٪ من مساحة البلاد الكلية في عام 1900 إلى نحو 18.3 ٪ في عام 1999. يهدد هذا الأمر الكثير من الأصناف الحيوانية في منطقة جنوب آسيا، حيث قد يبلغ معدل الانقراض 20 ٪ بحلول نهاية هذا القرن. وفقا لمنظمة الحفظ الدولية، «البلاد واحدة من الدول القليلة التي، في مجملها، بالغة التنوع، مما يضعها بين النقاط الساخنة على سلم الأولويات القصوى بالنسبة للحفظ العالمي».

### المناخ

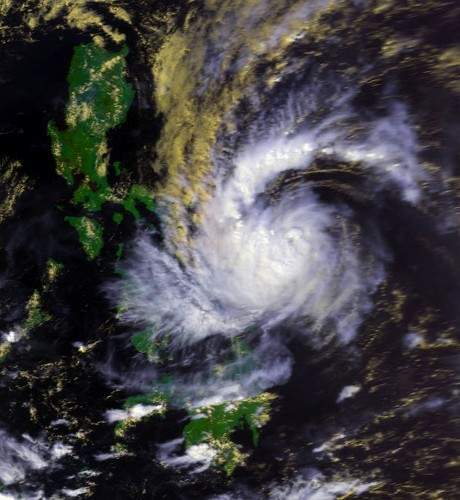
العاصفة الاستوائية ثيلما فوق الفلبين.

خريطة تصنيف كوبن للمناخ في الفيلبين

مناخ الفلبين بحري استوائي وعادة ما يكون حار ورطب، هناك ثلاثة فصول: تاغ-اينيت أو تاغ-أراو، موسم الصيف الحار والجاف من آذار/مارس- أيار/مايو؛ تاغ-أولان، موسم الأمطار من حزيران/يونيو إلى تشرين الثاني/نوفمبر، وتاغ-لاميغ، موسم بارد وجاف من كانون الأول/ديسمبر إلى شباط/فبراير. تعرف الرياح الموسمية الجنوبية الغربية باسم هاباغات (من أيار/مايو إلى تشرين الأول/أكتوبر)، والرياح الجافة الموسمية الشمالية الشرقية (من تشرين الثاني /نوفمبر إلى نيسان / أبريل) باسم أميهان. تتراوح درجات الحرارة عادة بين 21 درجة مئوية (70 درجة فهرنهايت) إلى 32 درجة مئوية (90 درجة فهرنهايت) على الرغم من أنها قد ترتفع أو تنخفض من موسم لآخر. أبرد الأشهر هو كانون الثاني/يناير، وأحرها أيار / مايو.
متوسط درجات الحرارة السنوية نحو 26.6 درجة مئوية (79.88 درجة فهرنهايت). لا يبدو عند النظر في درجة الحرارة أن موقع البلاد بالنسبة لخطوط الطول والعرض عاملا هاما. سواء كانت في أقصى الشمال أو الجنوب أو الشرق، أو غرب البلاد فإن درجات الحرارة في مستوى سطح البحر تميل إلى ان تكون في نفس النطاق. بينما الارتفاع عن سطح البحر عادة ما يكون ذا أثر في درجات الحرارة. متوسط درجة الحرارة السنوية في باغويو على ارتفاع 1500 متر (4900 قدما) فوق مستوى سطح البحر هو 18.3 درجة مئوية (64.9 درجة فهرنهايت)، مما يجعلها مقصدا خلال فصل الصيف الحار.
تربعها على حزام الاعصار، تعيش معظم الجزر أمطاراً غزيرة والعواصف الرعدية السنوية من تموز/يوليو إلى تشرين الأول / أكتوبر مع نحو 19 اعصارا تدخل المنطقة الفلبينية في السنة العادية و8-9 منها تؤدي لانهيارات في التربة. معدل هطول الأمطار السنوي يصل إلى 5000 ملم (200 بوصة) في قسم الساحل الشرقي الجبلي ولكنه أقل من 1000 ملليمتر (39 بوصة) في بعض الوديان المحمية.

## الاقتصاد

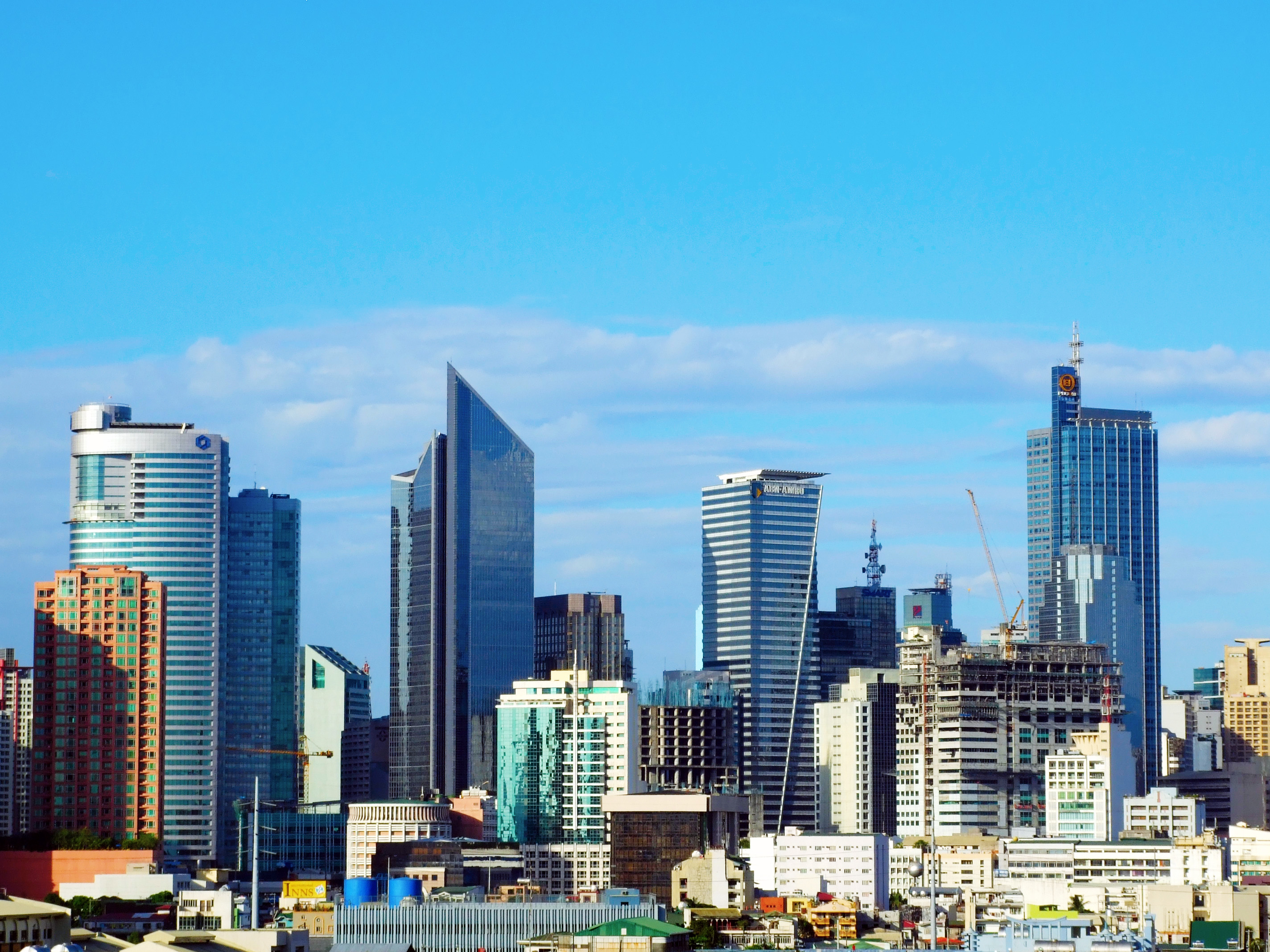
ماكاتي، المركز الاقتصادي للبلاد

يحتل الاقتصاد الفلبيني المرتبة 48 عالمياً، حيث يقدر الناتج المحلي الإجمالي (الاسمي) لعام 2009 بـ 161 مليار دولار. تشمل الصادرات الأولية أنصاف النواقل والمنتجات الالكترونية ومعدات النقل الملابس والنحاس والنفط، زيت جوز الهند، الفواكه. الشركاء التجاريين الرئيسيين للفلبين هم الصين واليابان والولايات المتحدة وسنغافورة وهونغ كونغ والسعودية وكوريا الجنوبية وتايلاند وماليزيا. عملة البلاد هي البيزو الفلبيني (₱).
الاقتصاد الفلبيني تحول للصناعة حديثا، منتقلاً من الاعتماد على الزراعة إلى اعتماد أكثر على الخدمات والتصنيع. يبلع تعداد القوة العاملة في البلاد حوالي 38.1 مليون نسمة، يوظف القطاع الزراعي قرابة 32 ٪ ولكن يساهم فقط في 13.8 ٪ من الناتج المحلي الإجمالي. القطاع الصناعي يشغل نحو 13.7 ٪ من القوى العاملة، ويمثل 30 ٪ من الناتج المحلي الإجمالي. بينما 46.5 ٪ يعملون في قطاع الخدمات المسؤول عن 56.2 ٪ من إجمالي الناتج المحلي.
بلغ معدل البطالة في تموز/ يوليو 2009 حوالي 7.6 ٪، ووصل معدل التضخم في أيلول 2009 0.70% نتيجة لتباطؤ الاقتصاد العالمي. بلغ مجمل الاحتياطي الدولي في شباط / فبراير 2010 45.713 مليار دولار أمريكي. في عام 2004، وصلت نسبة الدين العام من الناتج المحلي الإجمالي إلى 74.2 ٪، بينما في عام 2008، كان 56.9٪ كدين إجمالي خارجي مرتفعاً بمبلغ مقداره 66.27 مليار دولار. الفلبين مستورد صاف.
بعد الحرب العالمية الثانية، اعتبرت الفلبين ثاني أغنى بلد في شرق آسيا، خلف اليابان. مع ذلك، في الستينيات بدأ تفوقها الاقتصادي في التراجع. ركد الاقتصاد في ظل ديكتاتورية فرديناند ماركوس، حيث ولد النظام سوء الإدارة الاقتصادية والتقلبات السياسية. عانت البلاد من بطء النمو الاقتصادي ونوبات من الركود الاقتصادي. لم يبدأ الاقتصاد في الانتعاش حتى التسعينات مع برنامج التحرير الاقتصادي.
أثرت الأزمة المالية الآسيوية عام 1997 في الاقتصاد، مما أدى إلى تراجع قيمة البيزو وهبوط سوق الأسهم. لكن وعلى الرغم من شدة الأزمة فإنها لم تتأثر بها بشدة كبقية الدول الآسيوية المجاورة. يعزى ذلك إلى حد كبير إلى المحافظة المالية للحكومة، وذلك جزئيا نتيجة لعقود من الرصد والرقابة المالية من قبل صندوق النقد الدولي، بالمقارنة مع الإنفاق الهائل من قبل جيرانها على النمو الاقتصادي المتسارع. هناك علامات على تقدم الاقتصاد منذ ذلك الحين. في عام 2004، شهد الاقتصاد نمو الناتج المحلي الإجمالي 6.4 ٪ و7.1 ٪ في عام 2007، بأسرع وتيرة نمو في ثلاثة عقود. لكن متوسط نمو الناتج المحلي الإجمالي السنوي للفرد للفترة 1966-2007 لا يزال يقف عند 1.45 ٪ مقارنة بمتوسط قدره 5.96 ٪ لمنطقة شرق آسيا ومنطقة المحيط الهادئ ككل والدخل اليومي ل 45 ٪ من سكان الفلبين لا يزال أقل من 2 دولار.
توجد أيضاً تحديات اقتصادية أخرى. يعتمد الاقتصاد اعتمادا كبيرا على التحويلات المالية التي تتجاوز الاستثمارات الأجنبية المباشرة كمصدر للعملة الأجنبية. التنمية الإقليمية غير متوازنة حيث تحصل لوزون، وبخاصة منطقة العاصمة، على أغلب مكاسب النمو الاقتصادي الجديد على حساب المناطق الأخرى، على الرغم من أن الحكومة قد اتخذت خطوات لتوزيع النمو الاقتصادي من خلال تشجيع الاستثمار في مناطق أخرى من البلاد. وعلى الرغم من القيود، تعرف صناعات الخدمات مثل السياحة وتمويل العمليات التجارية كأفضل المجالات للاستثمار في البلاد. تضع غولدمان ساكس البلاد في قائمة الدول الاقتصادية «الإحدى عشرة القادمة» لكن الصين والهند برزتا باعتبارهما مصدرا للمنافسة الاقتصادية.
الفلبين عضو في البنك الدولي وصندوق النقد الدولي، ومنظمة التجارة العالمية، وبنك التنمية الآسيوي التي يوجد مقرها في مدينة ماندالويونغ. خطة كولومبو، ومجموعة ال 77 من بين المجموعات الأخرى.

### الاقتصاد الفلبيني بعد 2012
أكدت الحكومة الفلبينية أن معدلات الفقر في البلاد لم تتغير تقريبا في عام 2012 رغم زيادة النمو الاقتصادي وأفاد مجلس التنسيق الإحصائي الوطني في الفلبين بأن نسبة الأشخاص الذين يعيشون على أقل من دولارين في اليوم هي 27.9 في المئة عام 2012 وكانت مماثلة تقريبا للنسبة في العام 2009 والعام 2006
ولكن من ملامح الاقتصاد الفلبيني في عام 2009 وصول العجز المالي للحكومة الوطنية الفلبينية في مايو إلى 11.4 مليار بيزو (حوالي 235 مليون دولار أمريكي)، بزيادة 262 بالمائة عن العام الماضي، نظرا لعدم قدرة الدخل الحكومي القائم على مواكبة ارتفاع النفقات، وفقا لما ذكر وزير المالية الفلبيني مارجاريتو تيفيس في 23 يونيو 2009، وانخفض إجمالي الدخل الحكومي في مايو بنسبة 2.5% على أساس سنوي ليصل الي 104.2 مليار بيزو (2.2 مليار دولار أمريكي) إثر انخفاض المبالغ المحصلة من الضرائب والرسوم، وزادت النفقات بنسبة 15.8% لتصل إلى 115.6 مليار بيزو(حوالي 2.4 مليار دولار أمريكي)، نظرا لأن الحكومة طرحت حوافز مالية لتخفيف آثار الركود العالمي.
وأدى هذا إلى وصول العجز المالي خلال الأشهر الخمسة الأولى من 2009 إلى مستوى 123.2 مليار بيزو (حوالي 2.5 مليار دولار أمريكي)، بزيادة 556.2% عن العام السابق، ولكن هذا العجز يأتي في اطار العجز المالي الذي استعدت له الحكومة الفلبينية مسبقا والبالغ 155.1 مليار بيزو (حوالي 3.2 مليار دولار أمريكي)، للربع الأول من عام 2009.
وقال تيفيس، «حتى ونحن نواصل دعم النمو من خلال زيادة النفقات، فسوف نحافظ على النظام المالي عن طريق التركيز على جودة الانفاق، وزيادة الكفاءة والدأب في جمع الإيرادات.»
وانخفضت الإيرادات الفلبينية بنسبة 5.4% على أساس سنوي، لتصل الي 456.2 مليار بيزو(حوالي 9.4 مليار دولار أمريكي) خلال الأشهر الخمسة الأولى من 2009.
وزادت النفقات 15.6% لتصل إلى 579.3 مليار بيزو (حوالي 12مليار دولار أمريكي) في الفترة نفسها .
وقد أخذت الحكومة الفلبينية على عاتقها منذ فترة طويلة العمل على تقليل معدلات الفقر، ووضعت إستراتيجية الحد من الفقر على قائمة أولويات الحكومة، حيث يعتبر الفقر أكثر انتشارا وأكثر ثباتا في الفلبين بالمقارنة بغيرها من الدول أو الدول المجاورة لها، وقد يرجع ذلك إلى السياسات الاقتصادية السابقة التي أعاقت عملية النمو الاقتصادي وتركز الثروة في أيدي فئة قليلة من النخب، كل ذلك قد يفسر أسباب ارتفاع نسبة الفقر في الفلبين، ومع أواخر 1980 وبداية 1990 بدأت الفلبين في إجراءات إصلاحية سياسية واقتصادية، وهو ما دفع النمو الاقتصادي إلى النمو بنسبة كبيرة، وهناك أيضا مجموعة من الأسباب الأخرى التي يمكن إرجاع السبب إليها في عدم قدرت الدولة على الحد من نسبة الفقر، ومنها أنه تم إصلاح الأراضي بشكل غير مكتمل، وكذلك عدم وجود دعم للمزارعين، وعدم الثقة في الحكومة بسبب كثرة ما وُجد بها من فساد حيث كانت كل قطاعات الاقتصاد مكبلة بقيود شديدة، وكان اقتصاد السوق يستخدم كشعار فقط وغابت المنافسة الفعلية، فكان هناك 200 قيد نوعي على الواردات وأكثر من 500 تعريفة جمركية مختلفة على المنتجات، وكان لموظفي الجمارك اختيار التعريفة الجمركية التي يطبقونها ومن ثم تفشت الرشوة في البلاد، وهكذا كان على الحكومة إزالة تلك القيود من أجل انعاش سوق الاقتصاد. وبينما جاء معدل النمو الاقتصادي الذي يعتبر في حدود 4% مرضيا، فإن مستوى العجز في الميزانية وصل إلى 5% من الناتج الإجمالي المحلي في العام 2002 حيث جاء ضعف ما كان متوقعا، وهو الأمر الذي هز ثقة المستثمرين وتراجعهم عن السوق الفلبيني
وكذلك ضعف البنية التحتية خاصة في الريف والتي تعتبر أكثر الأقاليم فقرا في الفلبين، ويعتبر نقص الاستثمار في البنية التحتية من أكبر المشاكل التي تمنع الاقتصاد من النمو، كذلك يجعل الفقر في الفلبين يصل إلى معدلات مرتفعة، وهو ما دفع الفلبين إلى التفكير في جعل الاستثمار في البنية التحتية بين القطاع العام والقطاع الخاص

## الديموغرافيا

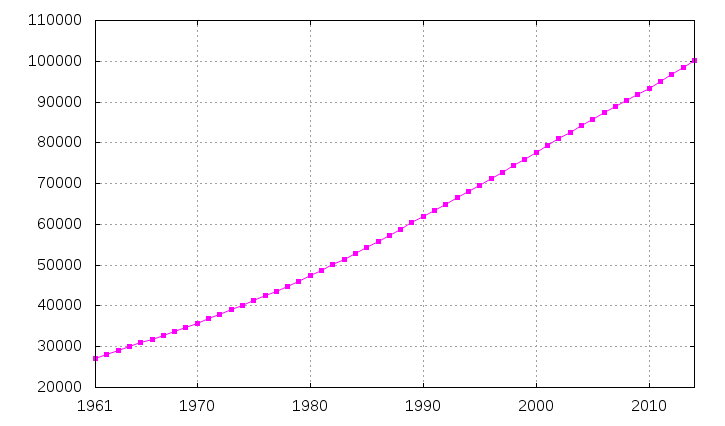
النمو السكاني في الفلبين

أجري أول تعداد رسمي في الفلبين في عام 1877 وبلغ عدد السكان 5,567,685. بحلول عام 2009، أصبحت الفلبين الدولة رقم 12 من حيث عدد السكان، ويبلغ عدد سكانها أكثر من 92 مليون نسمة. يقدر أن نصف السكان في جزيرة لوزون. مانيلا، العاصمة، هي المنطقة الأكثر اكتظاظا وترتيبها 11 عالمياً. حيث يقطن منطقة مانيلا الكبرى ما يقرب من 20 مليون نسمة. معدل النمو السكاني بين 1995-2000 كان 3.21 ٪ لكن انخفض إلى 1.95 ٪ للفترة 2005-2010. متوسط العمر هو 22.7 سنة مع 60.9 ٪ من السكان تتراوح أعمارهم بين 15-64 سنة. متوسط العمر المتوقع عند الوفاة 71,38 سنة، 74.45 سنة للإناث و68.45 سنة للذكور.

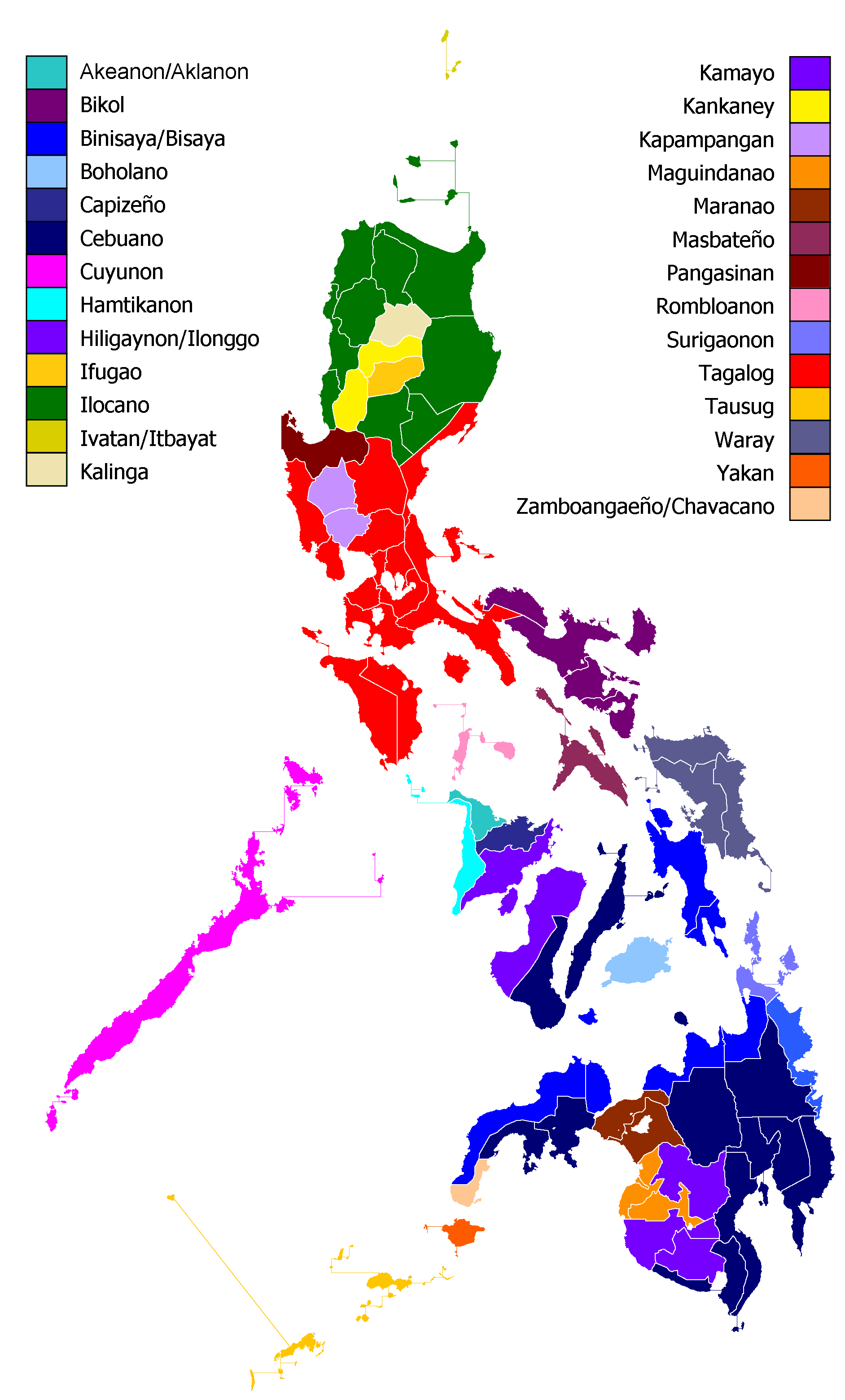
خريطة تظهر العرقيات الغالبة في المحافظات الفلبينية

هناك حوالي 11 مليون فلبيني خارج الفلبين. منذ تحرير قوانين الهجرة في الولايات المتحدة في عام 1965، ازداد عدد الأمريكيين من الأصول الفلبينية في الولايات المتحدة بشكل كبير. في عام 2007 قدر عددهم بنحو 3.1 مليون. وفقا لمكتب التعداد بالولايات المتحدة، يشكل المهاجرون من الفلبين ثاني أكبر مجموعة تطلب لم الشمل بعد المكسيك. يقدر عدد الفلبينيين العاملين في الشرق الأوسط ما يقرب من مليوني شخص نصفهم في السعودية وحدها.

### العرقيات
وفقا لتعداد عام 2000، 28.1 ٪ من الفلبينيين من التاغالوغ، 13.1 ٪ من السيبوانو، و9 ٪ إيلوكانو، 7.6 ٪ بيسايا/بينيسايا، 7.5 ٪ هيليغاينون إيلونغو، 6 ٪ بيكول، 3.4 ٪ واراي، 25.3 ٪ يصنفون كآخرين. يمكن تقسيم هذه العناوين العامة إلى المزيد من الفروع للمزيد من التمميز كمجموعات غير قبلية مثل مورو، وكابامبانغان، وبانغاسينينس، إيباناغ، إيفاتان وهناك أيضا الشعوب الأصلية مثل إيغوروت، لوماد ومانغيان، وباجاو، وقبائل بالاوان. يعتبر النغيريتو، مثل ايتا وآتي، من أقدم سكان الجزر.
ينتمي الفلبينيون عموماً إلى عدة مجموعات عرقية آسيوية، تصنف لغوياً كجزء من الشعوب الناطقة بالأسترونيزية أو ملايو بولينيزية. يعتقد أنه قبل آلاف السنين هاجر السكان الأصليون من تايوان إلى الفلبين، جالبين معهم معرفة الزراعة والإبحار في المحيطات، مستبدلين مجموعات النغريتو من سيادة الجزر. وصل الصينيون بعد ذلك يتلوهم الإسبان، وأخيراً أمريكا وتزاوجوا معهم. يعرف نسل هؤلاء بالهجناء أو المستيزو. عدد الفلبينيين الصينيين يصل لمليوني شخص. المجموعات العرقية الأخرى التي هاجرت واستقرت في البلاد العرب، البريطانيون وغيرهم من الأوروبيين، الاندونيسيون، اليابانيون، الكوريون، ومن جنوب آسيا.

### المدن
يظهر الجدول التالي أكبر 10 مدينة في الفلبين.

### اللغات
| اللغات الأصلية (2000) | اللغات الأصلية (2000) |
| --------------------- | --------------------- |
| تاغلوغ                | 22 مليون              |
| سيبوانو               | 20 مليون              |
| إيلوكانو              | 7.7 مليون             |
| هيليغاينون            | 7 مليون               |
| بيكول المركزية        | 2.5 مليون             |
| تشافاكنو الكريولية    | 2.5 مليون             |
| بانغاسينان            | 2.4 مليون             |
| تشاباكانو             | 2 مليون               |
| بيكول ألباي           | 1.2 مليون             |
| ماراناو               | 1.2 مليون             |
| ماغويندناو            | 1.1 مليون             |
| كيناراي-ا             | 1.1 مليون             |
| تاوسوغ                | 1 مليون               |
| سوريغاونون            | 0.6 مليون             |
| ماسباتينيو            | 0.5 مليون             |
| أكلانون               | 0.5 مليون             |
| إيباناغ               | 0.3 مليون             |

يحدد لغات العالم 175 لغة في الفلبين، و171 منها لا تزال حية بينما الأربعة المتبقية لا يعرف أي من المتكلمين بها. هذه اللغات جزء من مجموعة بورنيو والفلبين من اللغات الملايو بولينيزية، التي في حد ذاتها فرع من اللغات الأسترونيزية.
ووفقا لدستور الفلبين عام 1987، الفلبينية والإنجليزية هما اللغتان الرسميتان. الفلبينية نسخة فعلية من التاغالوغ، المتحدث بها بصفة رئيسية في العاصمة مانيلا والمناطق الحضرية الأخرى. يتم استخدام كل من الفلبينية والإنجليزية في الحكومة والتعليم والصحافة والإذاعة، والأعمال التجارية. اللغات الرئيسية المعترف بها في الدستور تشمل بيكولانو، سيبوانو، إلوكانو، هيليغاينون أو إلونغو، كابامباغان، بانغاسينان، تاغالوغ، واراي-واراي. ويعترف بالإسبانية والعربية كلغات اختيارية.
لغات أخرى مثل أكلانون، بوهولانو، تشافاكانو، زامبوانغوينيو، كيونون، ايفوغاو، ايتبايات، إيفاتان، كالينجا، كامايو، كانكانا-أي، كيناراي-ا، ماجوينداناو، ماراناو، ماسباتينيو، رومبلومانون، سوريغاونون، تاوسوغ، ياكان، ولغات عدة من بيسايا تنتشر في ولاياتها الخاصة.

### الأديان

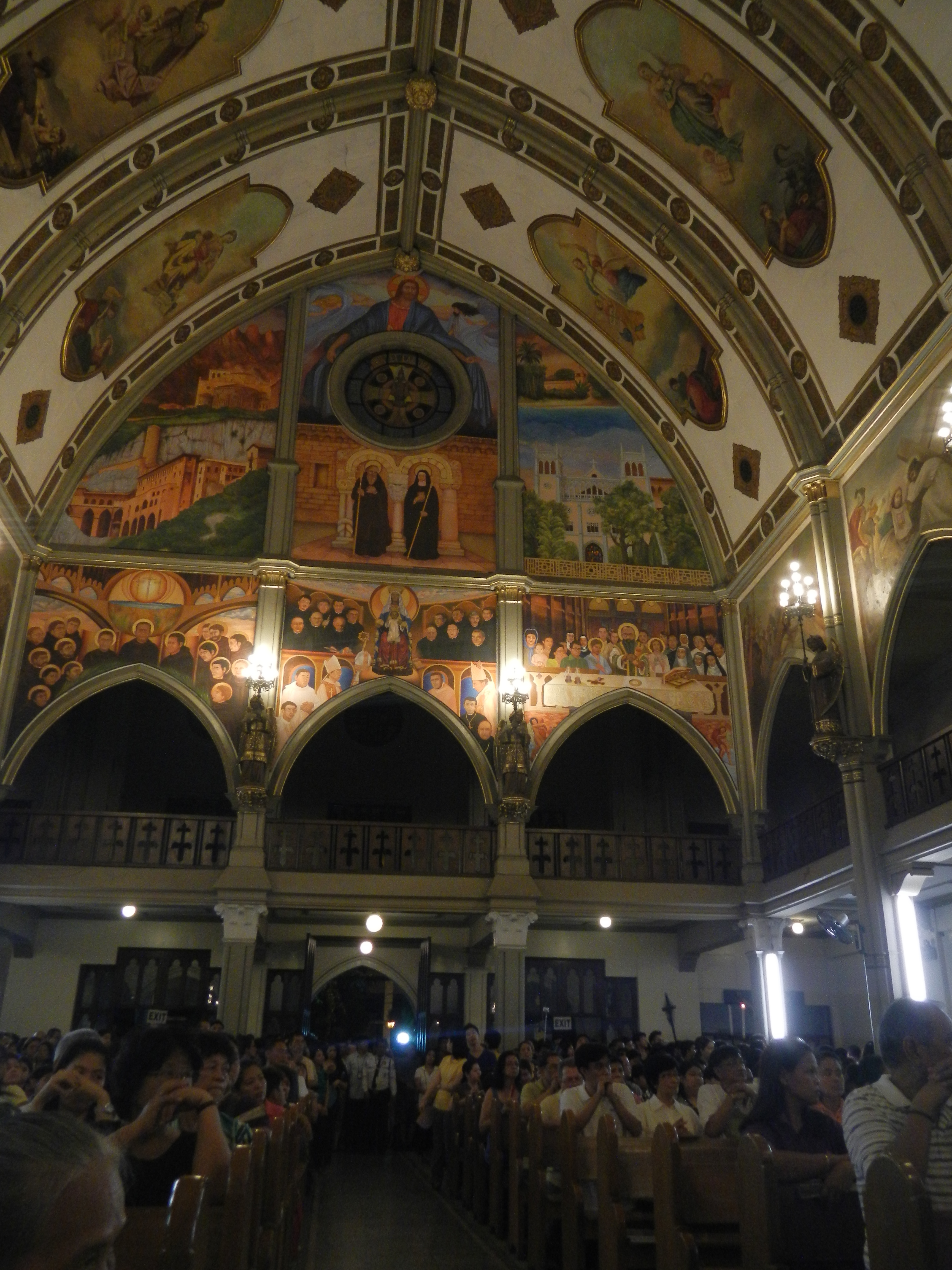
كنيسة كلية سان بيدا.

أكثر من 90 ٪ من السكان مسيحيون: حوالي 80 ٪ ينتمون إلى الكنيسة الرومانية الكاثوليكية في حين أن 10 ٪ ينتمون إلى الطوائف المسيحية الأخرى، مثل الكنيسة المستقلة الفلبينية، كنيسة إغليجا ني كريستو، كنيسة يسوع المسيح لقديسي الأيام الأخيرة، الكنيسة السبتية، كنيسة المسيح المتحدة، شهود يهوه، والكنيسة الأرثوذكسية. الفلبين واحدة من دولتين تغلب عليهما الكاثوليكية في آسيا، الأخرى هي تيمور الشرقية.
5-10 ٪ من السكان هم من المسلمين، يعيش معظمهم في أجزاء من مينداناو، بالاوان، وأرخبيل سولو – في منطقة تعرف باسم بانجسامورو أو مورو. هاجر بعضهم إلى المدن والمناطق الريفية في أنحاء مختلفة من البلاد. يمارس معظم الفلبينيين المسلمين المذهب السني الشافعي.
لا تزال الديانات التقليدية الفلبينية ممارسة من قبل العديد من جماعات السكان الأصليين والقبليين، غالبا متزامنة مع المسيحية والإسلام. الإحيائية والدين الشعبي، الشامانية تبقى ثانوية تحت التيارات الدينية السائدة، من خلال ألبولاريو، بابايلان، ومانغهيهيلوت. البوذية الطاوية والديانات الشعبية الصينية سائدة في المجتمعات الصينية. هناك أيضا أتباع للبهائية.

## التعليم

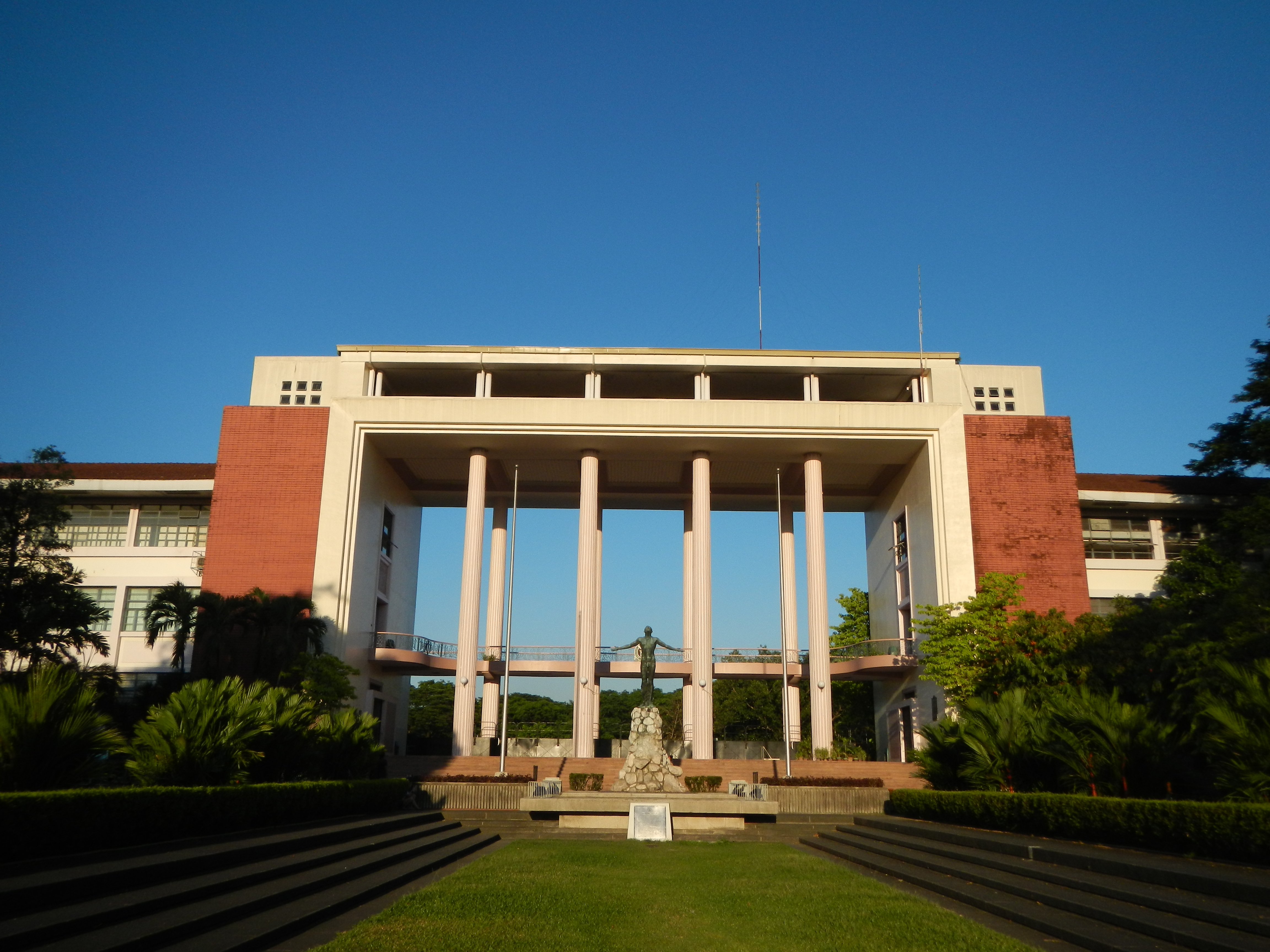
جامعة الفلبين ديليمان

طبقاً للمكتب الوطني للإحصاء، معدل محو الأمية بلغ 93.4 ٪ لعام 2003. يتساوى في ذلك الذكور والإناث. يبلغ الإنفاق على التعليم حوالي 2.5 ٪ من الناتج المحلي الإجمالي. وفقا لوزارة التربية والتعليم، يوجد 42,152 مدرسة ابتدائية و8,455 مدرسة ثانوية مسجلة للعام الدراسي 2006-2007. في حين أن لجنة التعليم العالي تذكر وجود 2060 معهداً للتعليم العالي، 536 منها عام والخاص 1523. تبدأ السنة الدراسية في حزيران / يونيو وتنتهي في آذار / مارس. معظم الكليات والجامعات تتبع تقويماً دراسياً من حزيران/ يونيو- تشرين الأول/ أكتوبر. وتشرين الثاني/ نوفمبر-آذار/ مارس. هناك عدد من المدارس الأجنبية ذات برامج دراسية. يحدد قانون الجمهورية رقم 9155 إطار التعليم الأساسي في الفلبين، وينص على التعليم الابتدائي الإلزامي والتعليم المجاني في المدارس الثانوية.
تشارك عدة وكالات حكومية في التعليم. وزارة التربية والتعليم تشمل الابتدائي والثانوي، والتعليم غير النظامي، بينما سلطة التعليم الفني وتنمية المهارات تشرف على التعليم من المستوى المتوسط في مرحلة ما بعد الثانوية، بالإضافة إلى التدريب والتطوير. لجنة التعليم العالي تشرف على الجامعات والدراسات العليا البرامج الأكاديمية والدرجات العلمية، وكذلك تنظم معايير التعليم العالي.
حلّت الفلبين في المرتبة 56 في مؤشر الابتكار العالمي عام 2023، متقدمة من المرتبة 100 عام 2014. وتقدّمت للمركز 53 في مؤشر عام 2024.

## الصحة
يقع معظم العبء الوطني للرعاية الصحية على كاهل القطاع الخاص، في عام 2006، وصل مجموع النفقات على الصحة 3.8 ٪ من الناتج المحلي الإجمالي. 67.1 ٪ من النفقات جاءت من القطاع الخاص في حين كان 32.9 ٪ من الحكومة. تمثل الموارد الخارجية 2.9 ٪ من المجموع. يمثل الإنفاق على الصحة حوالي 6.1 ٪ من إجمالي الإنفاق الحكومي. يصل الإنفاق الإجمالي للفرد في متوسط سعر الصرف 52 دولارا. تبلغ قيمة ميزانية الصحة الوطنية المقترحة لعام 2010 مبلغ 28 مليار بيزو (حوالي 597 مليون دولار) أو 310 ₱ (7 دولارات) للشخص الواحد. تتراجع حصة الحكومة من إجمالي الإنفاق على الصحة بشكل مطرد، ومع تزايد تعداد السكان، يقل المبلغ للشخص الواحد.
يقدر عدد الأطباء 90,370 طبيباً أو 1 لكل 833 شخص، 480,910 ممرضة و43,220 طبيب أسنان، وسرير واحد في المستشفى في كل 769 شخص. يمثل الاحتفاظ بالممارسين المهرة مشكلة للبلاد. يتجه 70 ٪ من خريجي التمريض إلى الخارج للعمل. حيث أن البلاد أكبر مصدر للممرضات.
في عام 2001 كان هناك حوالي 1700 مستشفى، منها حوالي 40 ٪ تديرها الحكومة ويمتلك القطاع الخاص 60 ٪. تشكل أمراض القلب والأوعية الدموية أكثر من 25 ٪ من مجموع الوفيات. وفقا للتقديرات الرسمية، سجلت 1965 حالة من الإصابة بفيروس نقص المناعة البشرية أعلن عنها في عام 2003، منها 636 حالة وصلت لمرحلة متلازمة نقص المناعة المكتسب (الايدز). تشير تقديرات أخرى أن ما يصل إلى 12,000 شخص يحملون الفيروس في عام 2005.

## البنية التحتية

### المواصلات

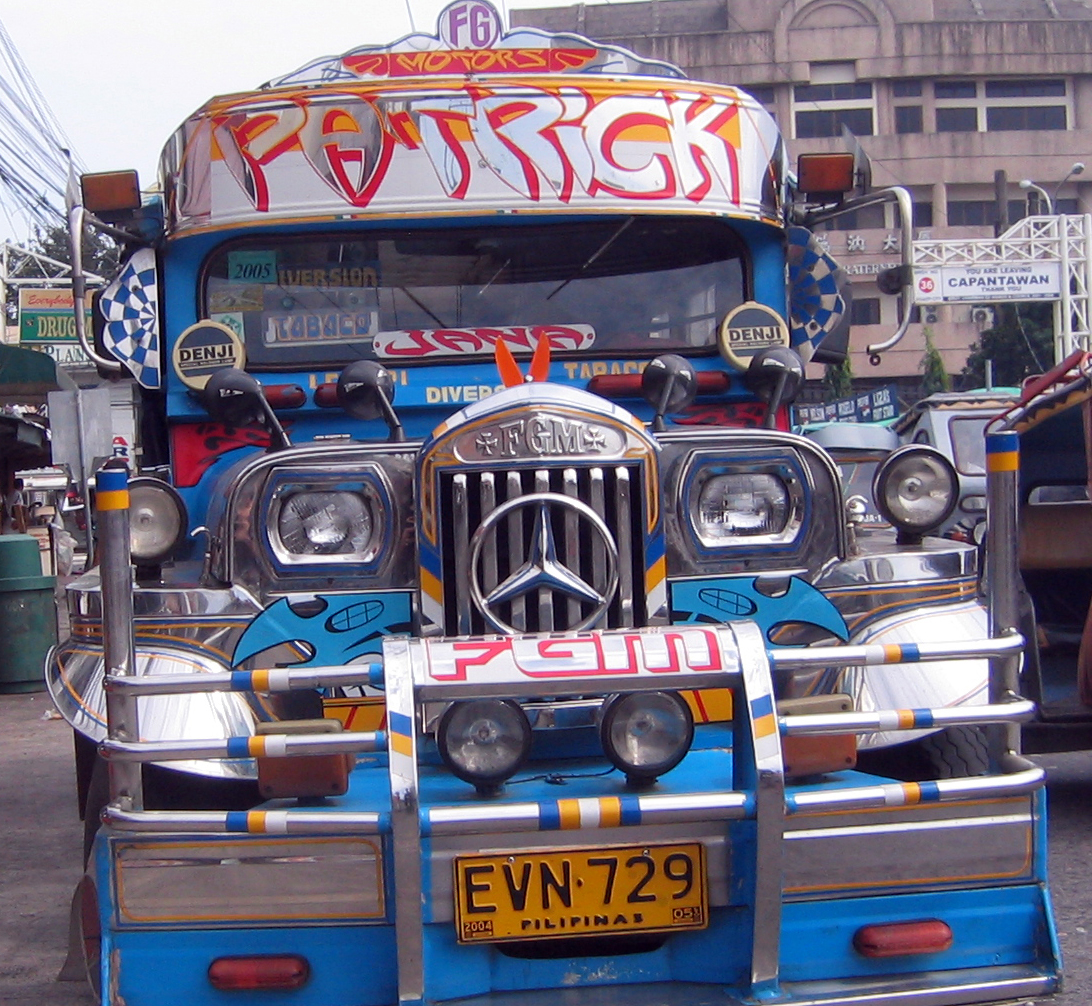
جيبني، كانت تصنع أساساً من الجيب العسكري الأمريكي المخلف في الفلبين بعد الحرب العالمية الثانية.

البنية التحتية للمواصلات في البلاد متخلفة نسبيا، يرجع هذا الأمر جزئياً إلى طبيعة الأرض الجبلية وجغرافيا الجزر المتناثرة، ولكن أيضا نتيجة لقلة الاستثمارات الحكومية في البنية التحتية. في عام 2003، ذهب 3.6 ٪ فقط من الناتج المحلي الإجمالي لتطوير البنية التحتية والتي كانت أقل بكثير من بعض جيرانها. بناء على ذلك، في حين أن هناك 203,025 كم (126,154 ميل) من الطرق في البلاد، فقط حوالي 20 ٪ ممهد.
مع ذلك هناك العديد من الطرق لتجاوز هذه المشكلة، وخصوصا في المناطق الحضرية. الحافلات والجيبني وسيارات الأجرة، والدراجات النارية بعجلات ثلاث متاحة في المدن والبلدات الرئيسية. في عام 2007، كان هناك حوالي 5,530,000 مركبة مسجلة مع ارتفاع التسجيل بمعدل نمو سنوي متوسط قدره 4.55 ٪. تقدم خدمات القطارات من قبل ثلاث شبكات رئيسية للسكك الحديدية والتي تخدم مناطق مختلفة من العاصمة مانيلا وأجزاء من لوزون: نظام نقل السكك الحديدية الخفيف في مانيلا، نظام مترو مانيلا، والسكك الحديدية الوطنية الفلبينية.
لكونها أرخبيلاً، فإن السفر عبر مائي غالبا ما يكون ضروريا. أكثر الموانئ البحرية ازدحاما مانيلا، سيبو، ايلويلو، دافاو، كاغايان دي أورو، وزامبوانجا. سفن نقل الركاب والسفن البحرية الأخرى مثل تلك التي تديرها سوبرفيري، نيجروس للملاحة، وخطوط سالبيسيو تخدم مانيلا، مع وصلات إلى مختلف المدن. في عام 2003، أنشئ 919 كيلومتر (571 ميل) من الطرق البحرية السريعة، عبارة عن مجموعة متكاملة من قطاعات الطرق السريعة وطرق العبارات تغطي 17 مدينة.
تمر بعض الأنهار عبر المناطق الحضرية، مثل نهر ماريكينا ونهر باسيج. عبارات ركاب مكيفة. خدمة عبارات نهر باسيج تمتلك العديد من المحطات في مانيلا، ومدينة ماكاتى، مدينة ماندالويونغ، مدينة باسيج، ومدينة ماريكينا. هناك أيضاً 3219 كيلومترا (2000 ميلا) من الممرات المائية الصالحة للملاحة الداخلية.
وهناك 85 مطارا عاماً في البلاد، وما يقارب 111 خاص. مطار نينوي اكينو الدولي هو المطار الدولي الرئيسي. المطارات الهامة الأخرى تشمل مطار ديوسدادو ماكاباجال الدولي، مطار سيبو مكتان الدولي، ومطار فرانسيسكو بانغوي الدولي. الخطوط الجوية الفلبينية هي أقدم شركة طيران تجارية في آسيا لا تزال تعمل تحت اسمها الأصلي، بينما سيبو باسيفيك، شركة طيران رائدة ذات تكلفة منخفضة، وهي شركة الطيران الكبرى التي تخدم أكثر الوجهات المحلية والدولية.

### الاتصالات
تمتلك الفلبين صناعة متطورة في مجال الهاتف الخليوي وبوجود نسبة عالية من المستخدمين. اعتبارا من عام 2008، هناك حوالي 67.9 مليون مشترك في الهاتف الخليوي في الفلبين. الرسائل النصية شكل من أشكال التواصل الشعبي وطورت ثقافة تحية سريعة وتوجيه النكات بين الفلبينيين. في عام 2007، وصل متوسط عدد الرسائل القصيرة التي بعثتها الأمة الفلبينية ملياراً في اليوم الواحد. من بين هذا العدد المتزايد من مرسلي الرسائل النصية، أكثر من خمسة ملايين منهم يستخدمون هواتفهم الخلوية كمحافظ افتراضية، مما يجعلها رائدة بين الدول النامية في تقديم المعاملات المالية عبر الشبكات الخلوية.
شركة الهاتف الفلبينية المسافات الطويلة مزود الاتصالات الرائد. وهي أيضا أكبر شركة في البلاد. فروعها المملوكة بالكامل هي الاتصالات الذكية وبلتل، بالإضافة إلى جلوب تيليكوم من مجموعة أيالا، بايان تل، وصن خليوي هي شركات الخلوي الرئيسية في البلاد.
هناك ما يقرب من 383 إذاعة راديو بموجة أ.م و659 ف.م و297 محطة تلفزيونية و873 محطات تلفزيون الكابل. تختلف تقديرات انتشار الإنترنت في الفلبين جداً بدءا من مستوى منخفض يبلغ 2.5 مليون إلى أعلى مستوى من 24 مليون نسمة. الشبكات الاجتماعية ومشاهدة أشرطة الفيديو هي من بين أنشطة الإنترنت الأكثر شيوعا.

## الثقافة والحضارة

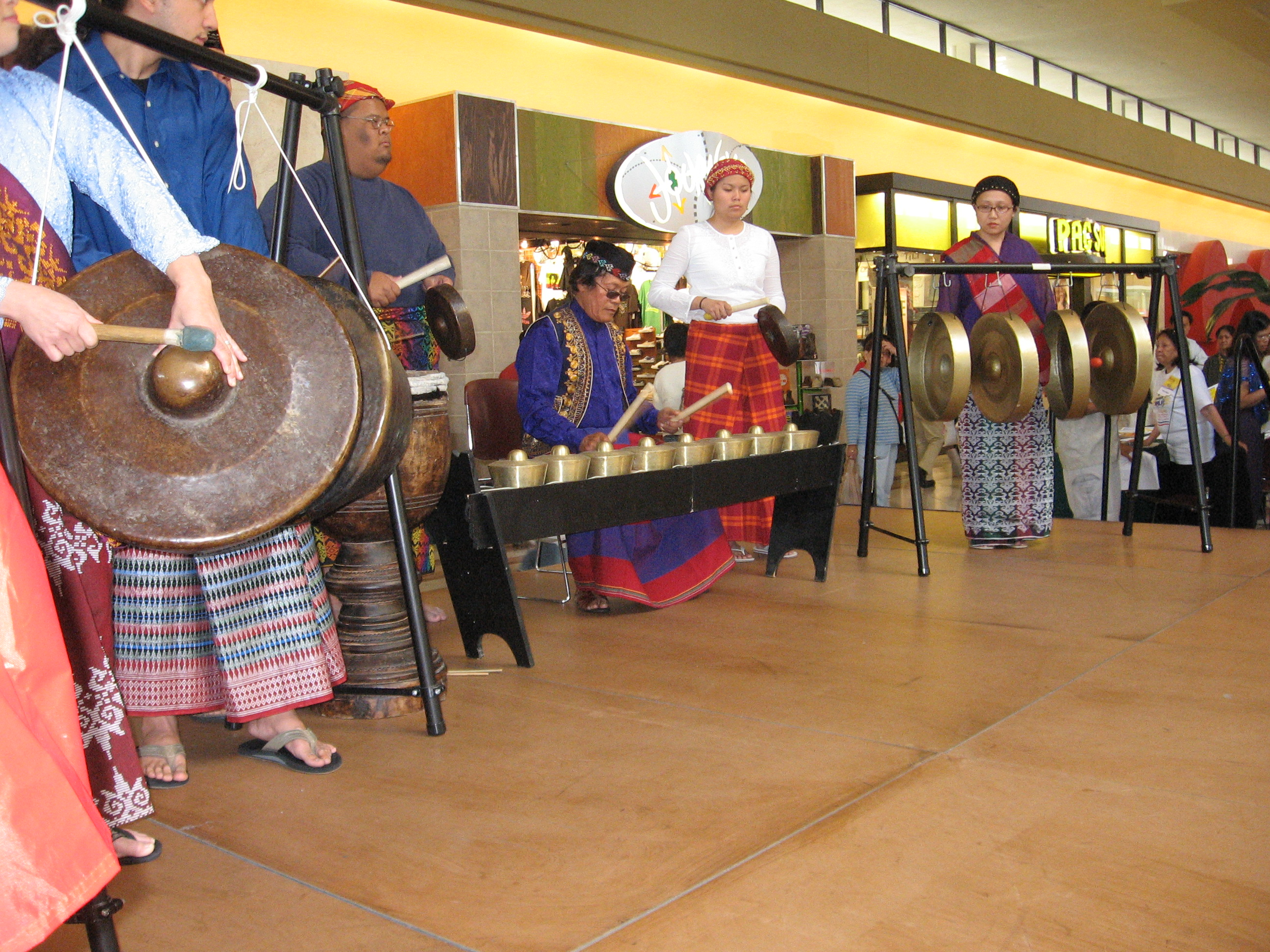
أدوات موسيقية فلبينية تعود لما قبل الحقبة الإسبانية

ثقافة الفلبين مزيج من الثقافات الشرقية والغربية. تعرض ثقافة الفلبين جوانب موجودة في دول آسيوية أخرى كتراث الملايو، لكنها أيضاً تظهر التأثر بالثقافات الأمريكية والإسبانية. الاحتفالات التقليدية المعروفة باسم باريو فييستاس (مهرجانات المنطقة) لاحياء ذكرى القديسين شائعة. مهرجاني موريونيس وسينولوغ أكثرها شهرة. هذه الاحتفالات مناسبات للرقص والموسيقى والولائم. رغم ذلك، تتعرض بعض التقاليد للهجر والنسيان نتيجة لعصرنة الحياة اليومية. يشاد بشركة بايانيهان الوطنية الفلبينية للرقص الشعبي لحفاظها على العديد من الرقصات الشعبية التقليدية المختلفة الموجودة في جميع أنحاء الفلبين. تعود شهرتهم لأدائهم الإبداعي لرقصات فلبينية مثل تينيكلنغ وسينغكيل اللتان تشملان عصي الخيزران.

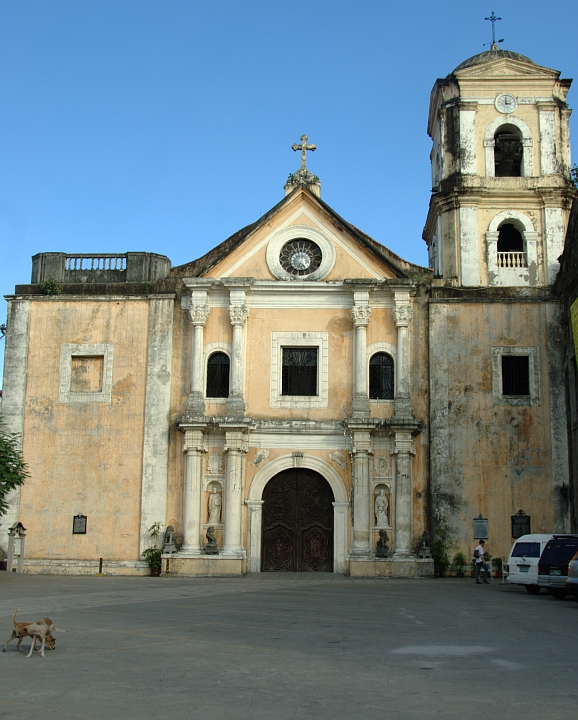
كنيسة سان أوغستين في مانيلا، أقدم كنائس الفلبين

واحدة من أكثر المخلفات الأسبانية جلاء هي انتشار الأسماء والألقاب الأسبانية بين الفلبينيين. ومع ذلك، لا يدل الاسم الأسباني بالضرورة على الأصل الأسباني. تعود هذه الخصوصية الفريدة من نوعها بين شعوب آسيا لمرسوم استعماري، مرسوم كلابيريا، الذي يفرض التوزيع المنتظم لأسماء الأسرة وفقاً لنظام التسمية الأسباني. كما أن أسماء العديد من الشوارع والمدن والمحافظات أيضا باللغة الإسبانية. أيضاً تركت العمارة الأسبانية بصمة في الفلبين من خلال تصميم العديد من المدن حول ساحة مركزية أو بلازا مايور، لكن العديد من هذه المباني دمرت خلال الحرب العالمية الثانية. بعض الأمثلة ما زالت قائمة، تشمل أساسا كنائس البلاد والمباني الحكومية والجامعات. كنائس فترة الباروك الأربعة موجودة على قائمة اليونسكو للتراث العالمي: كنيسة سان أغوستين في مانيلا، كنيسة باواي في ايلوكوس نورت، وكنيسة نويسترا سينيورا دي لا أسونسيون (سانتا ماريا) في ايلوكوس سور، وكنيسة سانتو توماس دي فيلانويفا في ايلويلو. تشتهر فيغان في ايلوكوس سور بالعديد من المنازل والمباني التي تحمل النمط المعماري الهسباني.
الاستخدام الشائع للغة الإنجليزية مثال للتأثير الأمريكي على المجتمع الفلبيني. أسهم هذا الأمر في التقبل السريع لثقافة البوب الأمريكية. يبرز هذا الاتجاه في تفضيل الفلبينيين للوجبات السريعة والأفلام والموسيقى. توجد مطاعم الوجبات السريعة في العديد من زوايا الشوارع. كما دخلت سلاسل المطاعم الأمريكية للوجبات السريعة السوق، لكن سلاسل الوجبات السريعة المحلية مثل غولديلوكس وجوليبي بدأت تنافس بنجاح منافسيها الأجانب. يشاهد الفلبينيون ويستمعون بانتظام للأفلام والموسيقى الأمريكية المعاصرة، بالإضافة للآسيوية والأوروبية والموسيقى الفلبينية الأصلية والأفلام المحلية.

### المطبخ

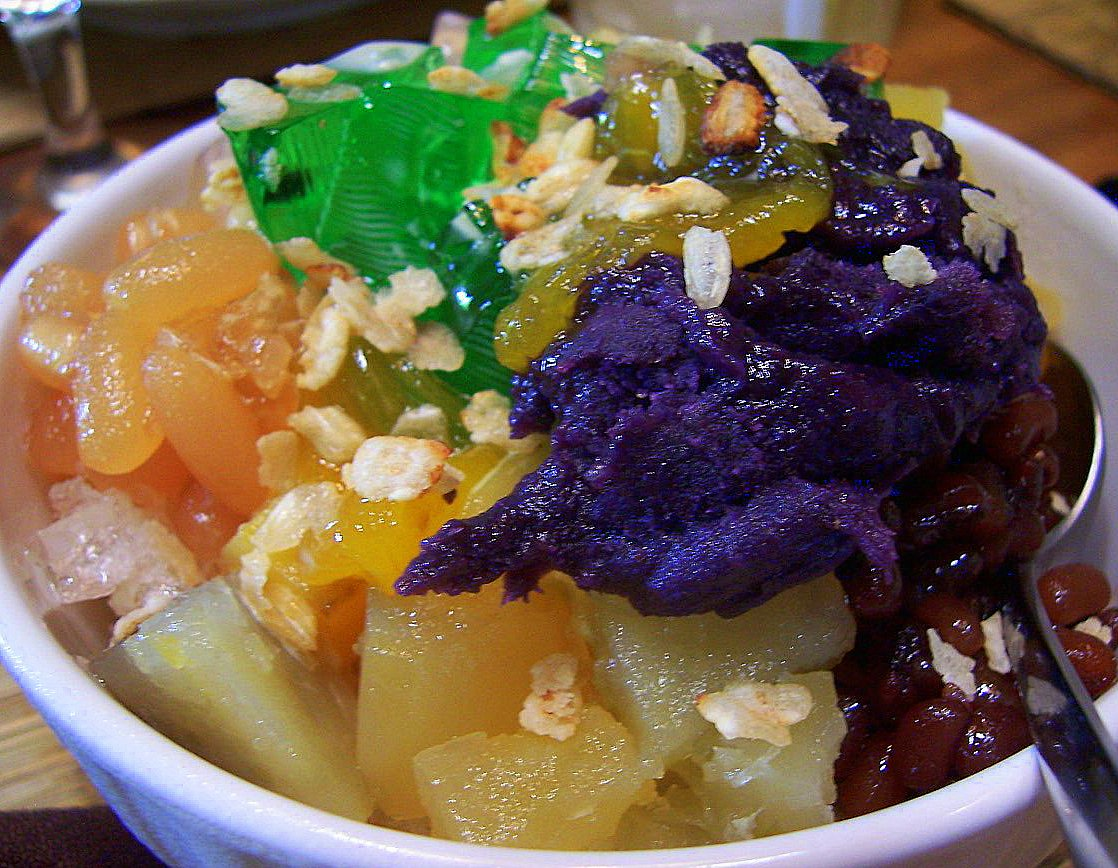
هالو-هالو، طبق حلويات فلبيني مصنوع من البوظة والثلج والحليب وفواكه مختلفة

تطور المطبخ الفلبيني على مدى عدة قرون من أصوله الملايو بولينيزية ليختلط بالمطبخ الهسباني والصيني والأميركي والآسيوي التي تكيفت مع المكونات المحلية مولدة في النهاية الأطباق الفلبينية المتميزة. تتراوح الأطباق بين بسيطة جداً، مثل وجبة من السمك المملح المقلي والأرز، إلى أطباق مثل كوسيدو وبايلا. تشمل الأطباق الشعبية ليشون، أدوبو، سينيغانغ، كاري كاري، تابا، كرسبي باتا، بانسيت، لومبيا، وهالو-هالو. من بين المكونات المحلية الشائعة في الطبخ كالاموندين، جوز الهند، سابا (نوع من أنواع موز الجنة) المانجو والسلماني، وصلصة السمك. يفضل الفلبينيون النكهات القوية لكن المطبخ الفلبيني ليس حاراً كما هو لدى الجيران.
خلافا للعديد من نظرائهم الآسيويين، لا يستخدم الفلبينيون عيدان تناول الطعام، بل يستخدمون أدوات المائدة الغربية. مع ذلك، وربما لكون الأرز غذاء أساسياً وشعبياً من عدد كبير من الأطباق الرئيسية الفلبينية، فإن الأدوات المستخدمة هي الملعقة والشوكة، وليس سكين وشوكة. تشاهد الطريقة التقليدية لتناول الطعام بالأيدي المعروفة باسم كامايان في المناطق الأقل تحضراً.

### الميثولوجيا والأدب
برزت الأساطير الفلبينية في المقام الأول من خلال الأدب الشعبي الشفوي التقليدي للشعب الفلبيني. في حين أنه لكل مجموعة عرقية قصص فريدة خاصة بها، فإن التأثير الهندوسي والإسباني جلي في كثير من الحالات. الكثير من الأساطير والقصص تحوم حول مخلوقات خارقة للطبيعة، مثل أسوانغ (مصاص الدماء)، وديواتا (خيالي)، والطبيعة. من الشخصيات المشهورة في الأساطير الفيليبينية ماريا ماكيلينغ، لام-انج، وساريمانوك.
يجمع أدب الفلبين أعمالا مكتوبة بالفلبينية والإسبانية والإنكليزية. بعض أكثر الأعمال الأدبية شهرة تعود للقرن التاسع عشر. فرانسيسكو بالاغتاس الشاعر والكاتب المسرحي الذي كتب فلورانته ات لورا من الكتاب البارزين باللغة الفلبينية. كتب خوسيه ريزال روايات نولي لي تانجيري (لا تلمسيني)، وإل فيليبوستيرزمو (وعهد الطمع) ويعتبر بطلا قوميا. من وحي تصويره للظلم الإسباني والموت رميا بالرصاص انطلق الثوريون الفلبينيون للحصول على الاستقلال. في القرن العشرين، من بين الأسماء المعترف بها رسميا كفنانين وطنيين في الفلبين في الأدب غونزاليس، نيك خواكين، سيونيل خوسيه، واليخاندرو روسيس.

### الإعلام
تستخدم وسائل الإعلام الفلبينية أساسا الفلبينية والإنجليزية. وتستخدم أيضا لغات أخرى غير الفلبينية، بما في ذلك مختلف لغات بيسايا، وخاصة في الإذاعة نظرا لقدرتها على الوصول إلى المناطق الريفية النائية التي قد لا يمكن تخديمها من قبل الأنواع الأخرى من وسائل الاعلام. شبكات التلفزة المهيمنة هي أ بي اس- سي بي ان وجي ام أ وأيضا يمتلكون إذاعة راديو واسعة التغطية.
صناعة الترفيه نابضة بالحياة وتغذي صحف ومجلات الفضائح بتفاصيل لا تنتهي حول فضائح المشاهير والإثارة اليومية. تقدم الدراما والخيال كما في المسلسلات اللاتينية، الآسيوية، والأنيمي. يهيمن على التلفزيون خلال النهار برامج الألعاب، وبرامج متنوعة، والبرامج الحوارية مثل ايت بولاغا، شوتايم. السينما الفلبينية ذات تاريخ طويل ولها شعبية في الداخل، لكنها واجهت منافسة متزايدة من الأفلام الأميركية والأوروبية. من بين الممثلين والمنتجين المشهورين لينو بروكا ونورا أونور لأفلام مثل ماينيلا: سا مغا كوكو ني ليواناغ (مانيلا : في مخالب النور)، وهيمالا (معجزة). في السنوات الأخيرة أصبح من الشائع أن نرى المشاهير متقلبين بين التلفزيون والسينما والانتقال بعد ذلك إلى السياسة.

### الرياضة والإبداع
توجد عدة ألعاب رياضية وتسلية شعبية في الفلبين بما في ذلك كرة السلة الملاكمة والكرة الطائرة وكرة القدم وتنس الريشة، التايكوندو البلياردو والبولينج والشطرنج، وسيبا. موتوكروس، وركوب الدراجات وتسلق الجبال تكتسب شعبية أيضاً. تمارس كرة السلة على صعيد الهواة والمحترفين، وتعتبر الرياضة الأكثر شعبية في الفلبين. في كل حي تقريبا في مدن الفلبين، هناك ملعب لكرة السلة.
يعرف بعض الفلبينيين لإنجازاتهم ومنهم فرانسيسكو غويلليدو، وفلاش إيلورد، وماني باكوياو في الملاكمة؛ باولينو ألكنتارا في كرة القدم؛ كارلوس لوزاغا، روبرت جاوورسكي، ورامون فرنانديز في كرة السلة؛ ايفرين رييس في البلياردو ؛ يوجين توري في لعبة الشطرنج، ورافائيل نيبوموسينو في البولينج.
الألعاب التقليدية الفلبينية مثل لوكوسونغ باكا، باتينتيرو، بيكو، وتومبانغ بريسو لا تزال تمارس في المقام الأول كألعاب أطفال. سونغكا لعبة لوح تقليدية فلبينية. ألعاب الورق شعبية خلال الأعياد، حيث بعضها مثل بوسوي وتونغ-اتس تعتبر شكلاً من أشكال المقامرة غير القانونية. تمارس ما جونغ في بعض المجتمعات الفلبينية. اليويو، لعبة شعبية في الفلبين، قدمها في شكلها الحديث بيدرو فلوريس باسمها من لغة ايلوكانو. أرنيس هو فن الدفاع عن النفس والرياضة الوطني.
| تطور العمارة في الفلبين |  |  |  |
|                         |  |  |  |

## وصلات خارجية
1. ↑  تبلغ المساحة الفعلية للفلبين 343،448 كيلومتر مربع (132،606 ميل مربع) وفقا لبعض المصادر.[3]
2. ↑  في حين تم اعتبار مانيلا كعاصمة للبلاد، فإن مقر الحكومة هو منطقة العاصمة الوطنية، والمعروفة باسم "مترو مانيلا"، والتي تعد مدينة مانيلا جزءًا منها.[5][6] تقع العديد من مؤسسات الحكومة الوطنية في أجزاء مختلفة من مترو مانيلا، بصرف النظر عن قصر مالاكانانج والمؤسسات/الوكالات الأخرى الموجودة داخل العاصمة مانيلا.